# Isla de ensueño (película)
Isla de ensueño (1963)  es el primer largometraje en color producido en Colombia. Recibió el premio a la Mejor Producción en el Festival de Cine Latinoamericano de Nueva York.

## Sinopsis

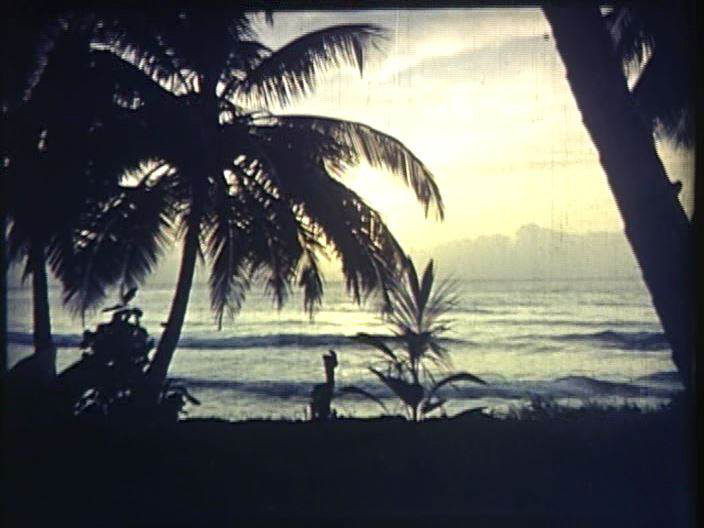
Fotograma del Atardecer en la Isla de San Andrés, en la escena de la vuelta a la Isla, de la película Isla de Ensueño

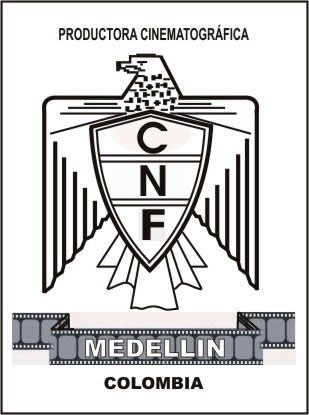
Logo-CNF

Comedia de playa, con canciones y chicas en bikini. Con guion de Efraín Arce Aragón. La acción se desarrolla en la Isla Colombiana de San Andrés, situada en el Caribe y que en el momento de la acción, es puerto libre, por lo que muchos colombianos iban a comprar cosas que en ese momento no era fácil encontrar en el continente. Hay algunos gags de malentendidos y hurtos en las diversas tiendas.
La película empieza con la llegada de dos turistas, Carmen (Ivonne Yamile) y Eulalia, (Sandra Scott), que al entrar al hotel confunden al ingeniero Jorge, (Régulo Ramírez, barítono colombiano internacionalmente conocido) que es sobrino del dueño (Gaetano Del’Era) con un empleado y le piden que suba sus maletas, a lo que él accede, pretendiendo con eso acercarse a ellas. Jorge es también cantante aficionado y mediante diversas canciones pretende conquistar a Carmen, mientras Eulalia se entusiasma con el tímido amigo de Jorge, Pedrito (Hernando González).

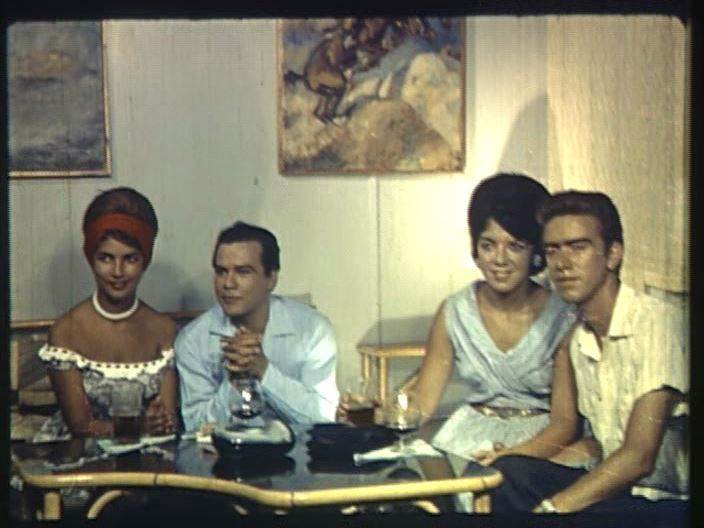
Fotograma de los protagonistas, asistiendo a una actuación de la cantante Fabiana.

Se van sucediendo diversas escenas de las dos parejas, paseando alrededor de la isla, en la playa y en diversos locales de diversión, donde actúan Hebert Castro, quien se interpreta a sí mismo, y la cantante Fabiana. 
Hay diversas situaciones cómicas, entre el dueño del hotel y la viuda inconsolable que él quiere conquistar, (Doris Boeppler), o de ésta con un falso faquir. Así como de Pedrito que quiere ser salvado del agua por la socorrista y acaba por ser rescatado por Bull, un inmenso nativo de la isla.
Jorge busca la forma de estar siempre cerca de Carmen, para lo que se hace pasar por empleado del hotel y del casino, y aparece por cualquier sitio por donde van las chicas; pero en un momento en que están en una terraza, actúa el tenor Julio César Alzate, que es amigo de Jorge y lo presenta públicamente como el ingeniero amigo y cantante aficionado, invitándolo a cantar a dúo. Carmen se enfada al sentirse engañada y Jorge ha de seguirla para convencerla con una canción de que su amor es auténtico.
Varias de las canciones son originales de Régulo Ramírez, entre ellas, la titulada San Andrés, que es el fondo musical de la película. Otras, son compuestas por: Fernando San Niccandro, Manuel J. Benavidez y José Rubén Márquez.

## Rodaje
La Productora Cinematográfica Colombia National Films, de Medellín, una vez terminado el rodaje en blanco y negro, de Chambú en Pasto y con esa película revelada, pero aún sin montar ni sonorizar, se planteó realizar la primera película colombiana profesional en color y 35 mm. 
Para ello, se diseñó una comedia musical a realizarse en la isla colombiana de San Andrés y se contrató para el guion al más famoso autor de radionovelas y telenovelas que había en Colombia en aquellos tiempos: Efraín Arce Aragón.
Enrique Gutiérrez y Simón, Director Técnico de la productora, había hecho amistad con el barítono colombiano Régulo Ramírez, cuando años atrás ambos residían en Madrid, donde Régulo era uno de los cantantes de moda en toda España, con su compatriota Carlos Julio Ramírez, que competían amistosamente por el protagonismo en la radio y espectáculos en España. Régulo estuvo protagonizando la zarzuela “Río Magdalena”, de ambiente colombiano y con gran éxito en Madrid, por lo que al estar ya en Colombia, Enrique Gutiérrez lo propuso como protagonista de la película.
Régulo Ramírez, compuso el Leitmotiv musical con el mismo título de la película y aportó otra serie de canciones de su repertorio, además de proponer al otro cantante, el tenor Julio César Alzate. Como actor cómico, se designó a Hernando González, quien ya había participado en varias películas de la misma empresa, en diversas actividades. Se contrató también al italiano Gaetano Del’Era y al cómico Hebert Castro.
En la parte femenina, se contrataron en Bogotá a Ivonne Yamile, Sandra Scott y a la cantante argentina Fabiana y algunas otras actrices secundarias.
Por esas fechas, Enrique Gutiérrez y Simón, había reclamado a sus padres para que llegaran de España y se aprovechó la experiencia del padre, Florentino Gutiérrez, para que dirigiera la construcción de una serie de elementos que no existían en ese momento en Medellín, como reflectores para lámparas fotográficas, paneles de reflexión y sistemas de conexiones eléctricas para manejar todo ese equipo, asignándole la función de Jefe de Personal.
El problema técnico que enfrentaba la empresa es, que en esos momentos apenas se hacían películas en color, salvo en los gigantes de Hollywood, ya que la película era de escasísima sensibilidad a la luz, (Apenas 16º ASA) y apta para luz artificial de 5.800 Kelvin, por lo que, con luz natural había que ponerle a la cámara un filtro de conversión, lo que la hacía aún menos sensible. 
La empresa siempre había contado con la experiencia del español Eduardo Botello, pero en ese momento se había ausentado de Colombia, así que se buscó en Bogotá un pretendido camarógrafo, pero se convino que Enrique Gutiérrez y Simón, que sí tenía una contrastada formación fotográfica, supervisaría el trabajo de cámara, además de atender a su función principal, que era como siempre la de Productor Ejecutivo. 

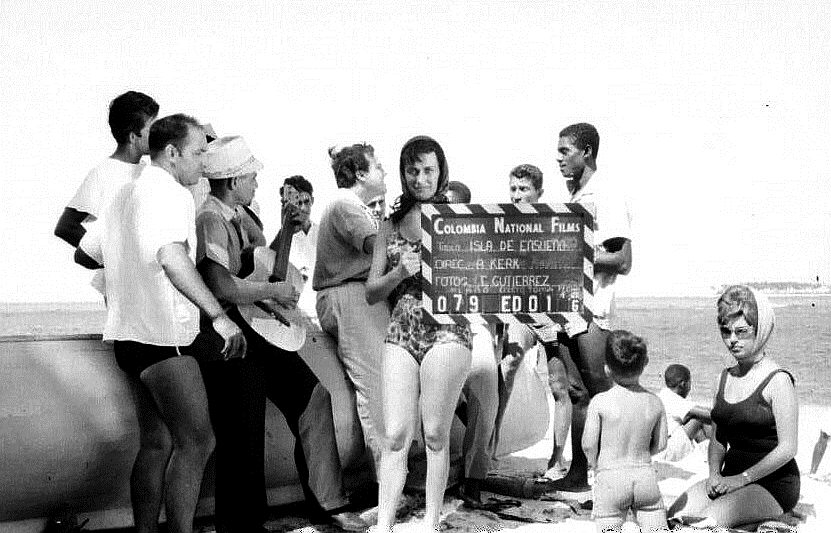
Inicio de una escena en la playa. En primer plano Enrique Gutiérrez y Simón, Régulo Ramírez, Doris Boeppler con la claqueta e Ivonne Yamile sentada.

La película se preparó para las Navidades de 1962, pero realmente se inició en los primeros días de 1963. Con Hebert Castro se había convenido en filmar todas sus escenas entre los días 1 y 2 de enero, porque debía cumplir un contrato en la TV de Bogotá inmediatamente después, así que se dio instrucciones a todo el equipo para que se acostaran temprano el 31 de diciembre para empezar el trabajo a las 6 de la mañana del día siguiente, pero el supuesto camarógrafo, pasó toda la noche de juerga y a la hora de empezar el trabajo estaba absolutamente borracho e incapaz de hacer nada.
Los socios de la empresa, Alejandro Kerk y Enrique Gutiérrez y Simón, se reunieron para determinar qué hacer y se convino que Enrique Gutiérrez tomara la cámara para no interrumpir el trabajo, pero éste exigió que, si lo hacía en ese momento, sería para toda la película, lo que fue aceptado por Kerk y por tanto, cuando el supuesto camarógrafo se despertó hacia mediodía, se le embarcó en el primer avión a Bogotá.
El problema que se planteaba en toda esta aventura era que, como en Colombia y sus alrededores no había en ese momento laboratorios de color, todo lo que se filmaba, estaba supeditado a que Enrique Gutiérrez y Simón, estuviera actuando con absoluta precisión, en cuanto al manejo y medición de la luz, graduación del diafragma adecuado, después de tener en cuenta el factor de conversión del filtro el enfoque y demás, porque en todas las productoras, siempre se revela inmediatamente lo filmado y se revisa a la mayor brevedad, para, si hay un error de cualquier tipo o al director no le convence una toma, que se pueda repetir, cuando aún están los actores y todo el equipo en el lugar de filmación, pero aquí, se realizó toda la película, “a ciegas”, confiando en el buen hacer y la experiencia de Enrique Gutiérrez.
NOTA: Doy testimonio del conocimiento fotográfico de Enrique Gutiérrez, pues bajo su supervión aumenté mis conocimientos fotográficos ya que fui su asistente durante el rodaje de la película; además me dio un pequeño papel dentro de ella (la película): yo era un 'enamorado' recién llegado y en compañía de mi amada después de la cena llegamos al cuarto del Hotel, en donde después de comenzar con las caricias, nos metimos dentro de las cobijas y empezamos a reír y leer historietas cómicas en lugar de hacer el amor. Hermosa experiencia que aún llevo en mi memoria (Gilberto Pizano Arroyave).

## Postproducción
Una vez terminado el rodaje y de vuelta en Medellín, Alejandro Kerk salió para Madrid, con los negativos de Chambú, ya revelados, por ser en blanco y negro, y los rollos de Isla de Ensueño, sin revelar, por ser en Color. 

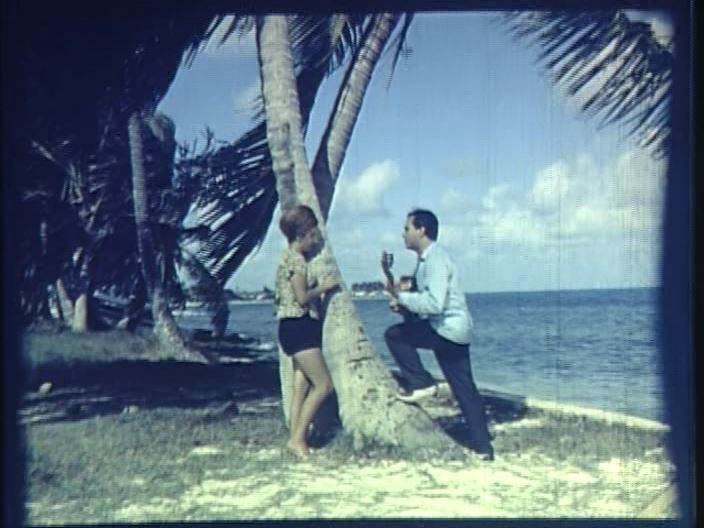
Fotograma de la escena en que Jorge intenta reconciliarse con Carmene, mediante una canción.

En los laboratorios de Madrid Film, de Madrid, se reveló Isla de Ensueño, sin encontrar mayores problemas técnicos, se editaron y sonorizaron ambas películas, con la música que se había llevado grabada de Colombia, y se empezaron a ofrecer a las distribuidoras. Incluso se hicieron versiones de ambas en alemán, ya que siendo alemán Alejandro Kerk, consiguió venderlas también para ese país, pero las películas terminadas y su director, nunca volvieron a Colombia.
Cuando pasado un tiempo, los socios de la productora se convencieron de que Kerk no iba a volver, no tuvieron más remedio que cerrar la empresa y dar por terminado otro de los muy variados y tristes capítulos del cine colombiano.
Tiempo después, Régulo Ramírez fue a pasar unas vacaciones a Perú, la tierra natal de su mujer y se encontró con que Isla de Ensueño la estaban pasando en esos momentos en los cines de aquel país. Habló con los distribuidores y consiguió una copia de la película. De vuelta en Colombia, le hablaron de un festival de cine latinoamericano en Nueva York e inscribió la película, que fue distinguida con un pequeño trofeo a la Mejor Producción.
En 1979, Régulo falleció de forma repentina, dejando a su mujer y a su hija de 4 años en precaria situación económica, por lo que Enrique Gutiérrez y Simón, que como socio de la empresa tenía depositada la película, organizó una proyección homenaje en Cali, con la colaboración de Cine Colombia, Avianca y un hotel de Cali, para que su familia pudiera asistir. Se realizó en el Autocine del Sur, con la animación del periodista Joaquín Marín Posso y la intervención de Hebert Castro. Posteriormente, Enrique Gutiérrez y Simón, entregó mediante documento escrito y con la intervención de Doña Irene Castillo y Hernando González, la película al Patrimonio Fílmico Colombiano, en Bogotá, donde está depositada.

## Memoria fotográfica
Algunas fotografías tomadas durante el rodaje de la película:

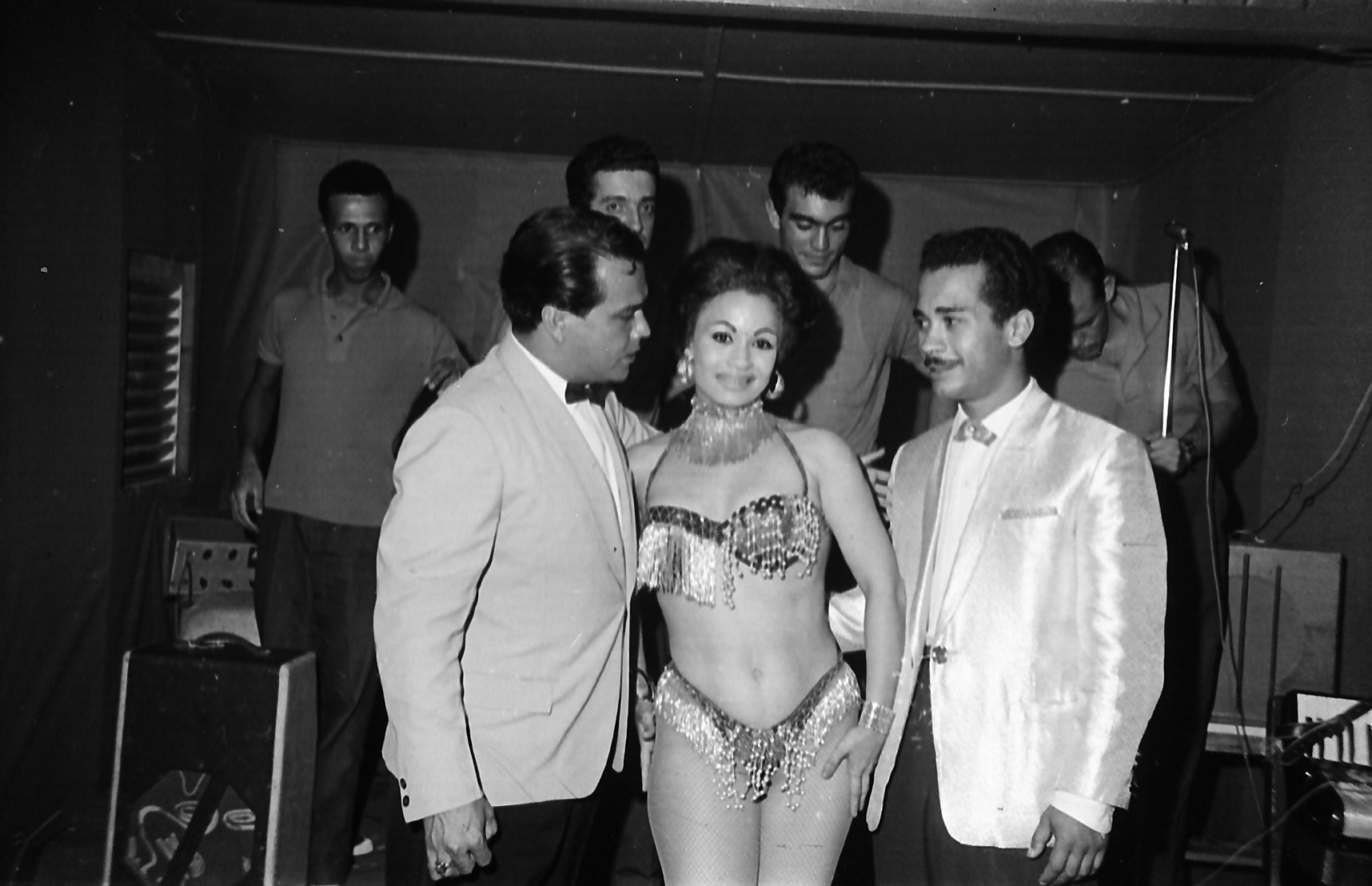
Régulo Ramírez con el matrimonio que realiza el número erótico.
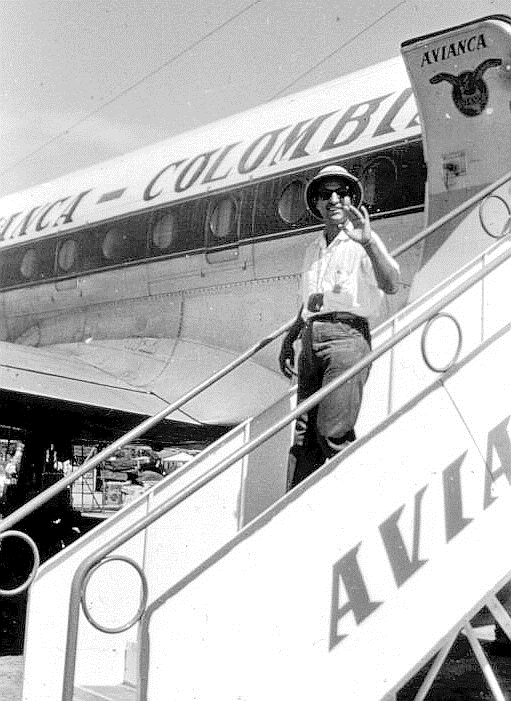
Enrique Gutiérrez y Simón bajando del avión que Avianca cedió en exclusiva para las tomas iniciales de la película Isla de Ensueño.
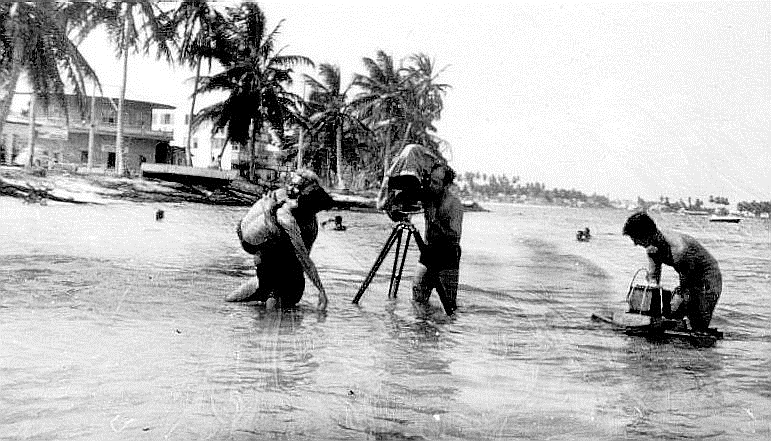
Escena del salvamento de Pedrito por Bull.
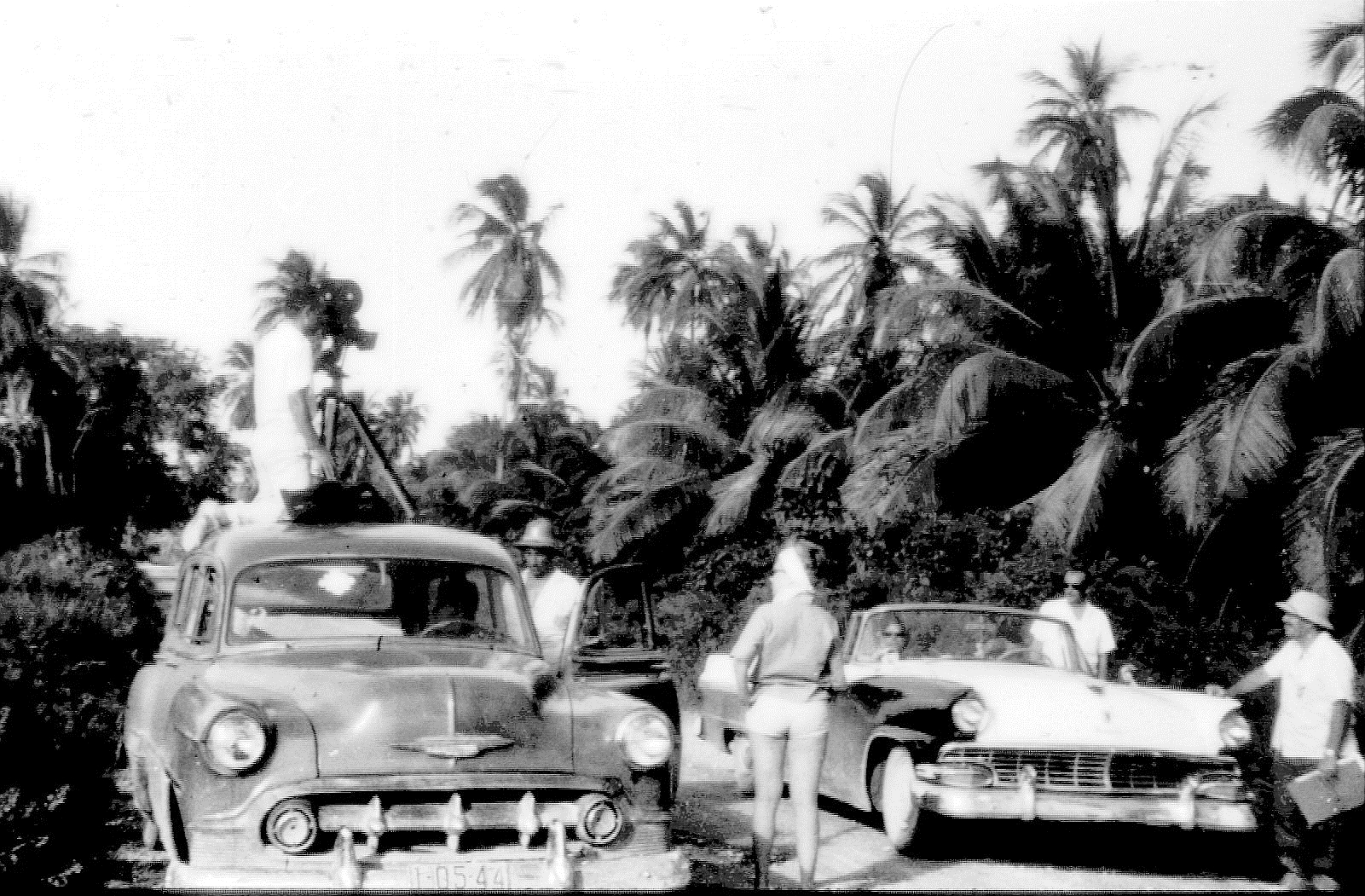
A falta de una grúa, se hace una toma en picado desde encima de un coche, en la secuencia de la vuelta a la isla de San Andrés.
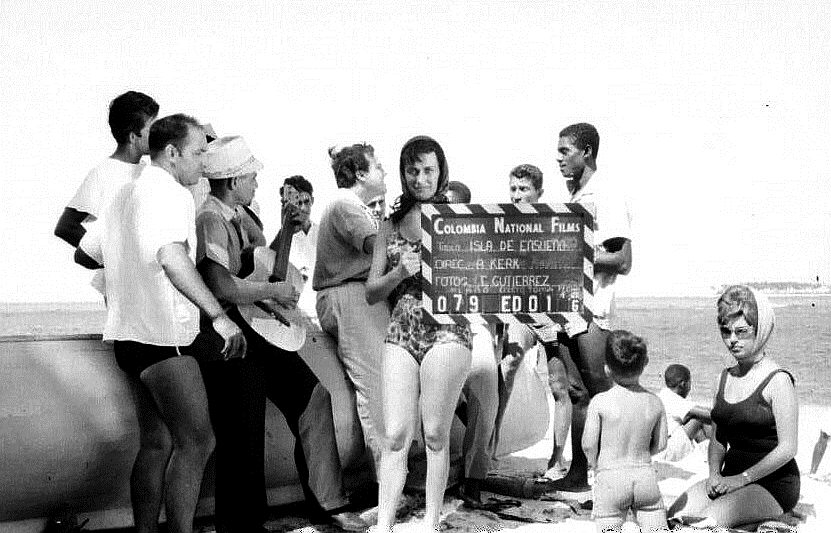
Inicio de una escena en la playa. En primer plano Enrique Gutiérrez y Simón, Régulo Ramírez, Doris Boeppler con la claqueta e Ivonne Yamile sentada.
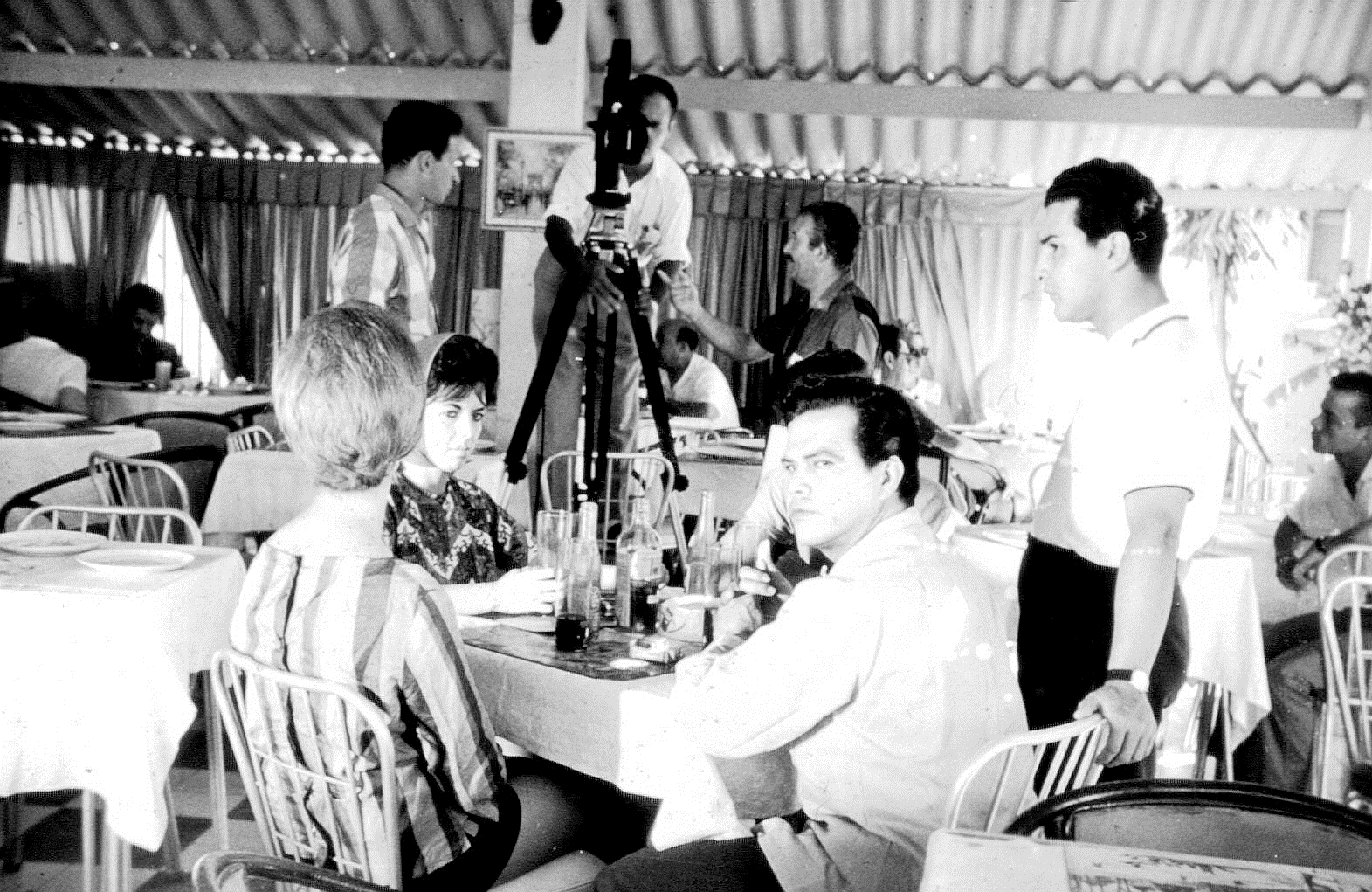
Julio Cesar Alzate presenta al ingeniero Jorge como cantante aficionado y le invita a cantar a dúo, por lo que Carmen se enfada; al fondo a la izquierda Gilberto Pizano Arroyave (asistente de cámara), Enrique Gutiérrez y Simon (en la cámara) y Alejandro Kerk (director).
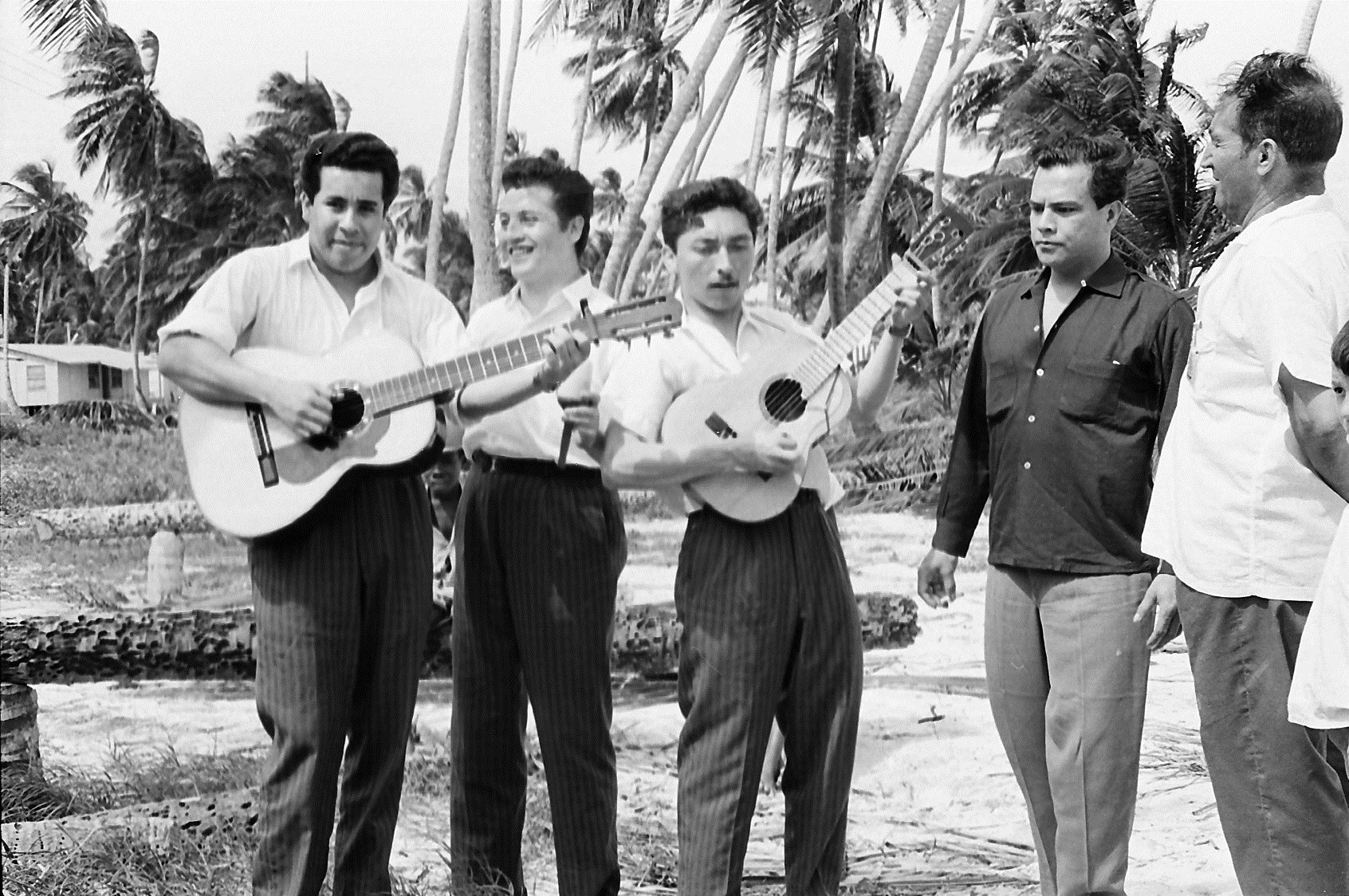
Régulo Ramírez al principio de una actuación con el Trío Los Panchos. A la derecha Florentino Gutiérrez.
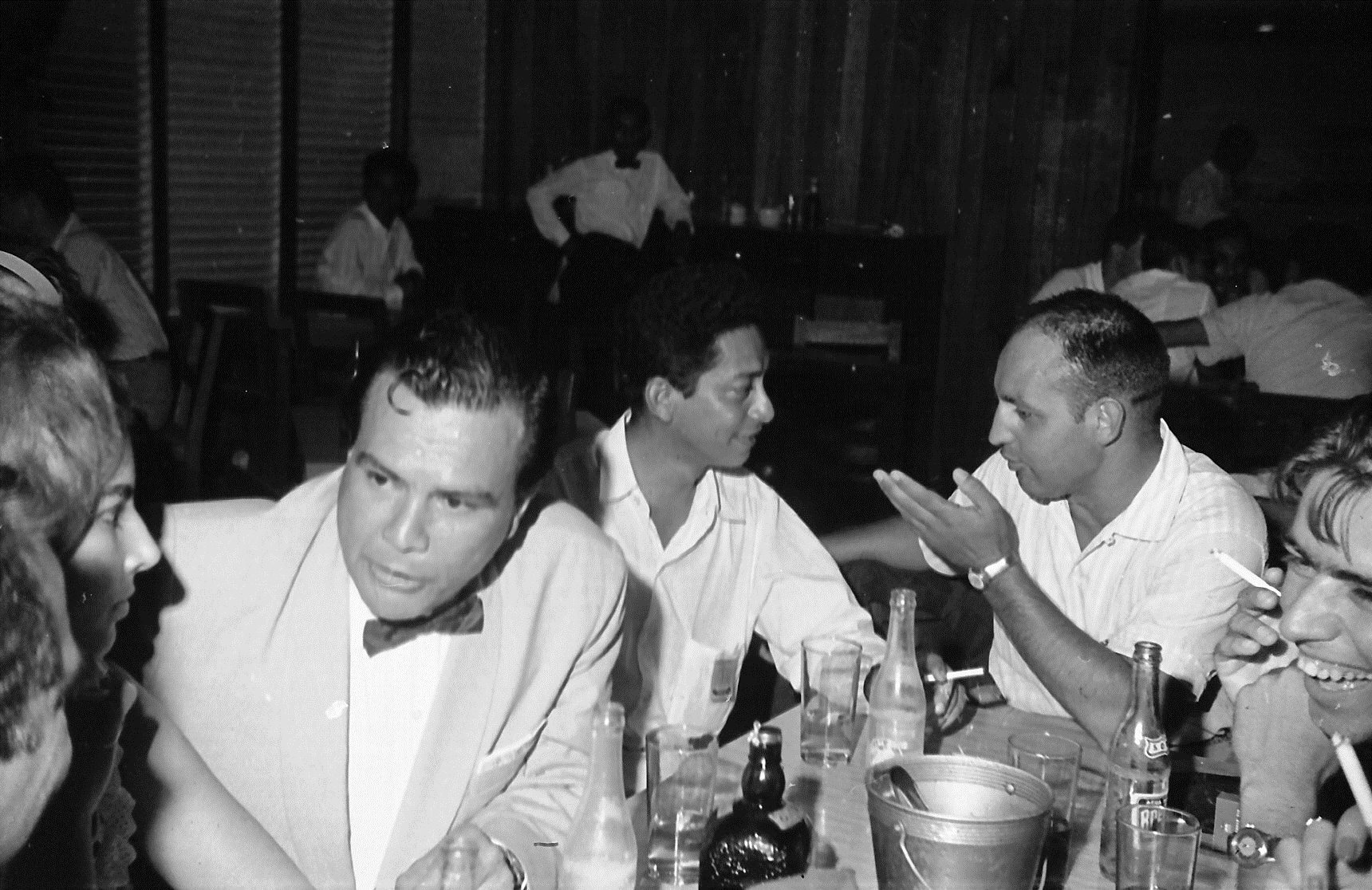
Sandra Scott, Ivonne Yamile, Régulo Ramírez y Hernando González. En segundo plano, Enrique Gutiérrez y Simón conversa con otro actor.
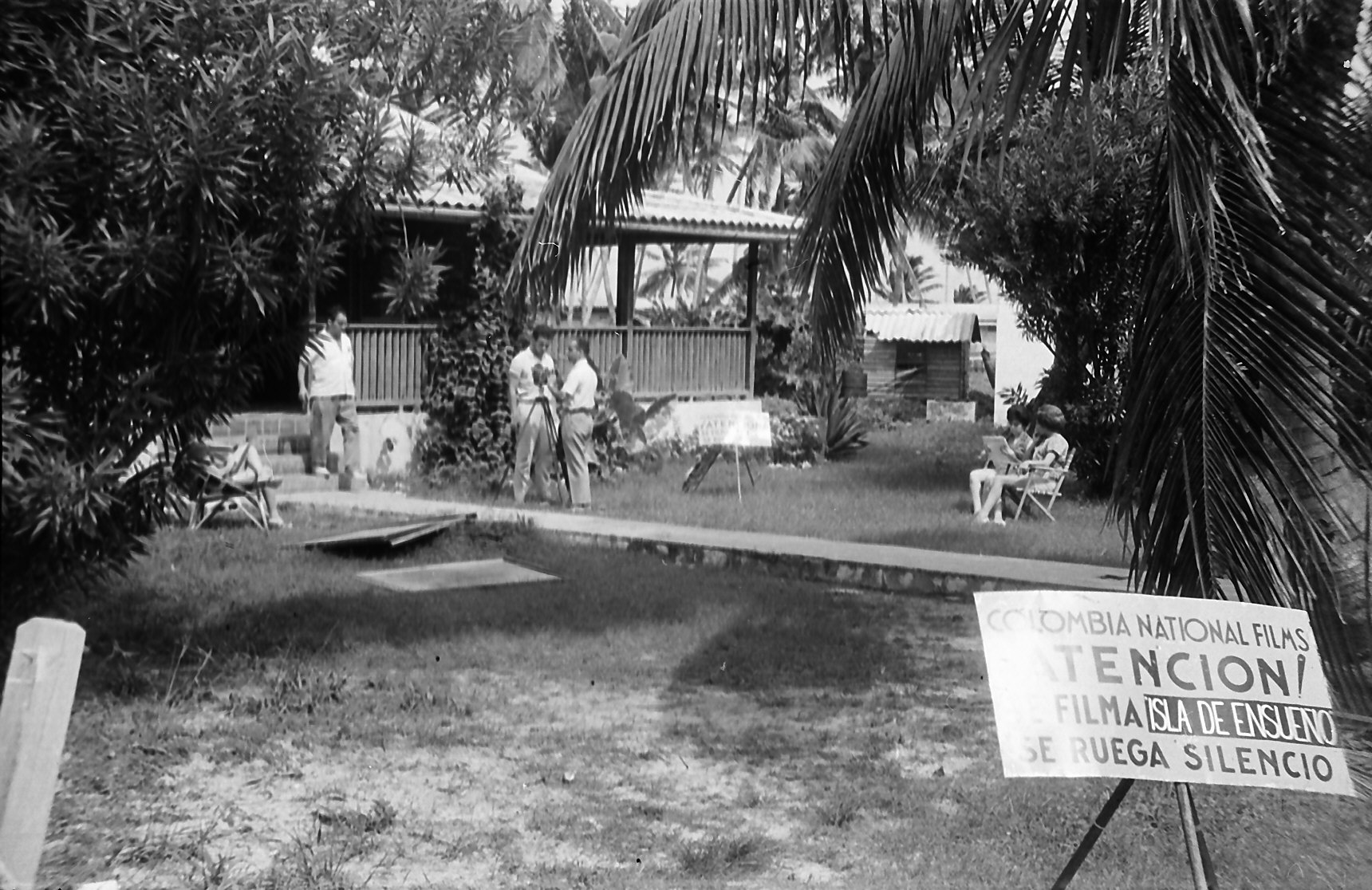
Preparando una escena en el jardín del hotel. Florentino Gutiérrez, Gilberto Pizano Arroyave (asistente de cámara) y Enrique Gutiérrez y Simón en la cámara y sentadas Sandra Scott e Ivonne Yamile.
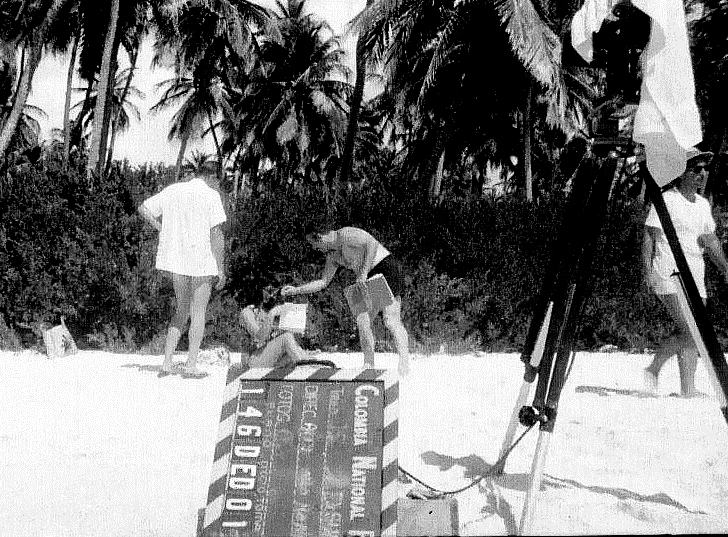
Gaetano Del'Era con Doris Boepler en una escena de la viuda, con Alejandro Kerk y detrás de la cámara Enrique Gutiérrez y Simón.
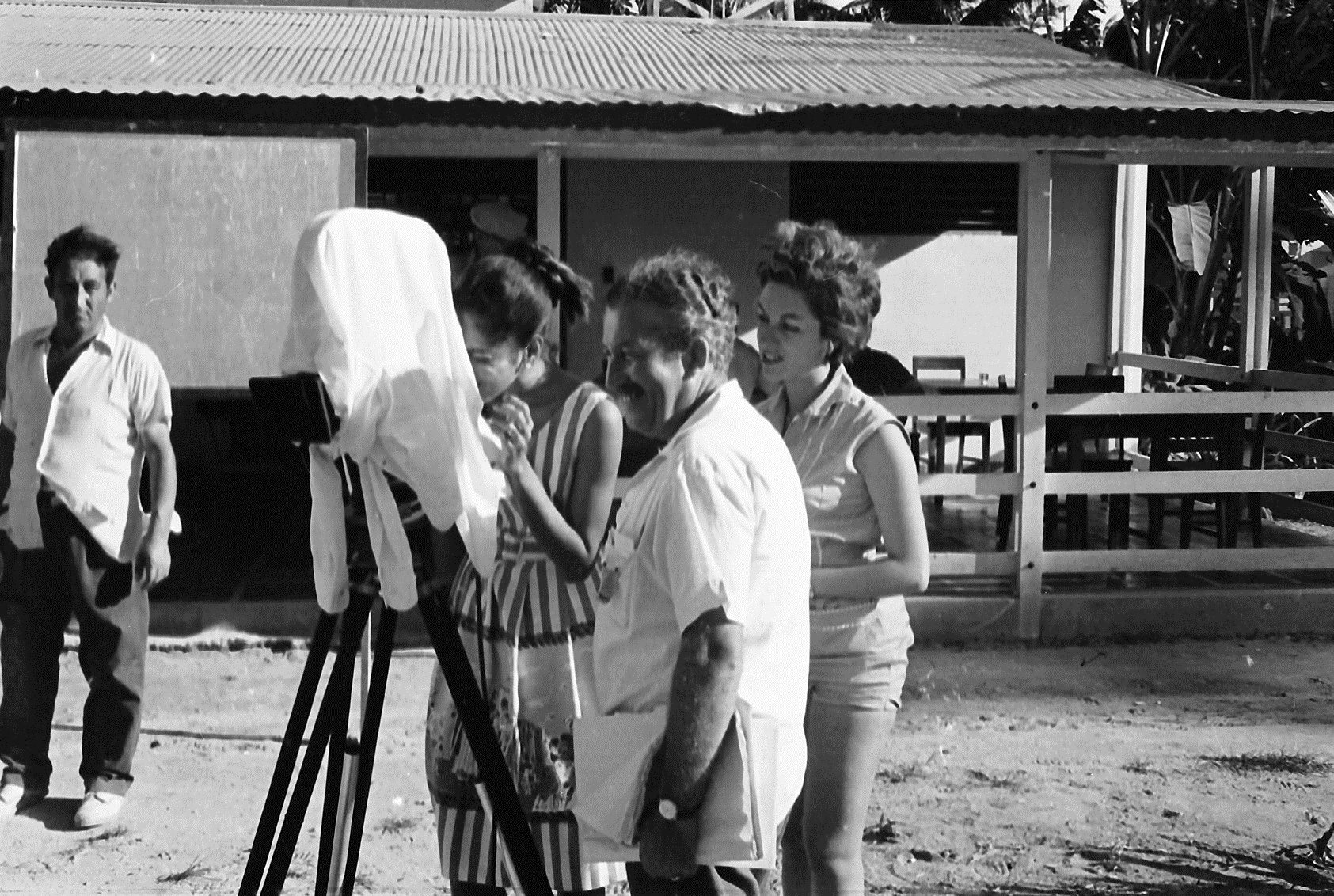
Alejandro Kerk muestra el encuadre de una escena en la cámara a María Inés Restrepo y otra actriz, en presencia de Florentino Gutiérrez.
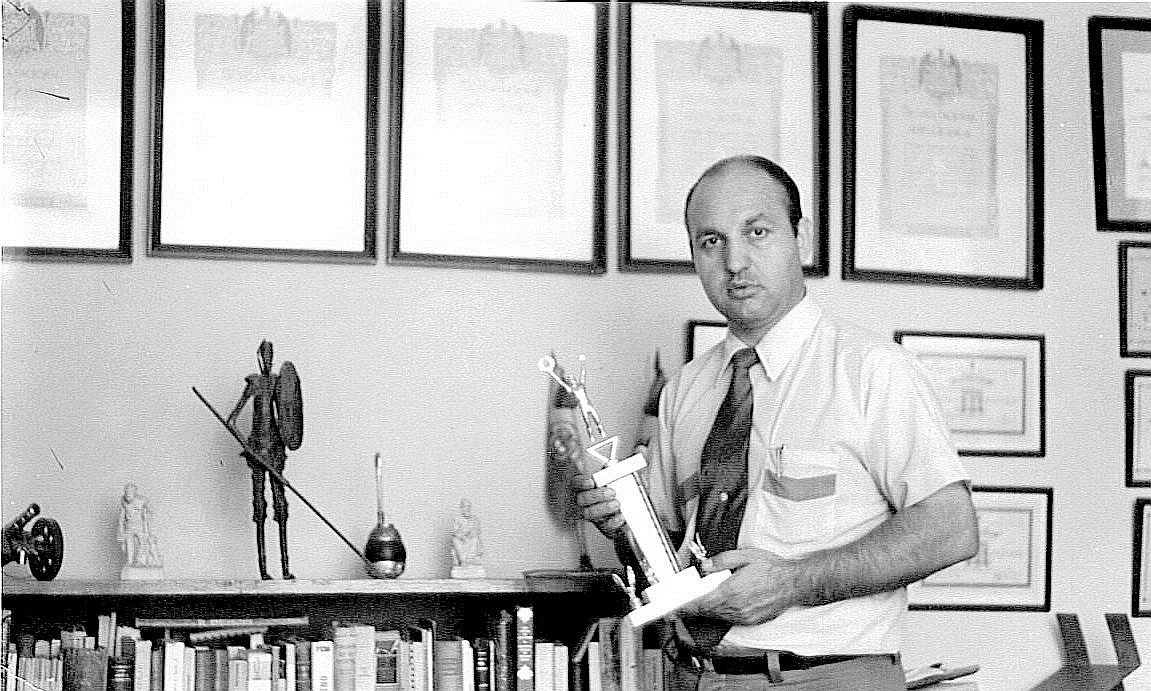
Enrique Gutiérrez y Simón en su despacho de Cali, con el trofeo concedido en Nueva York a la película Isla de Ensueño.
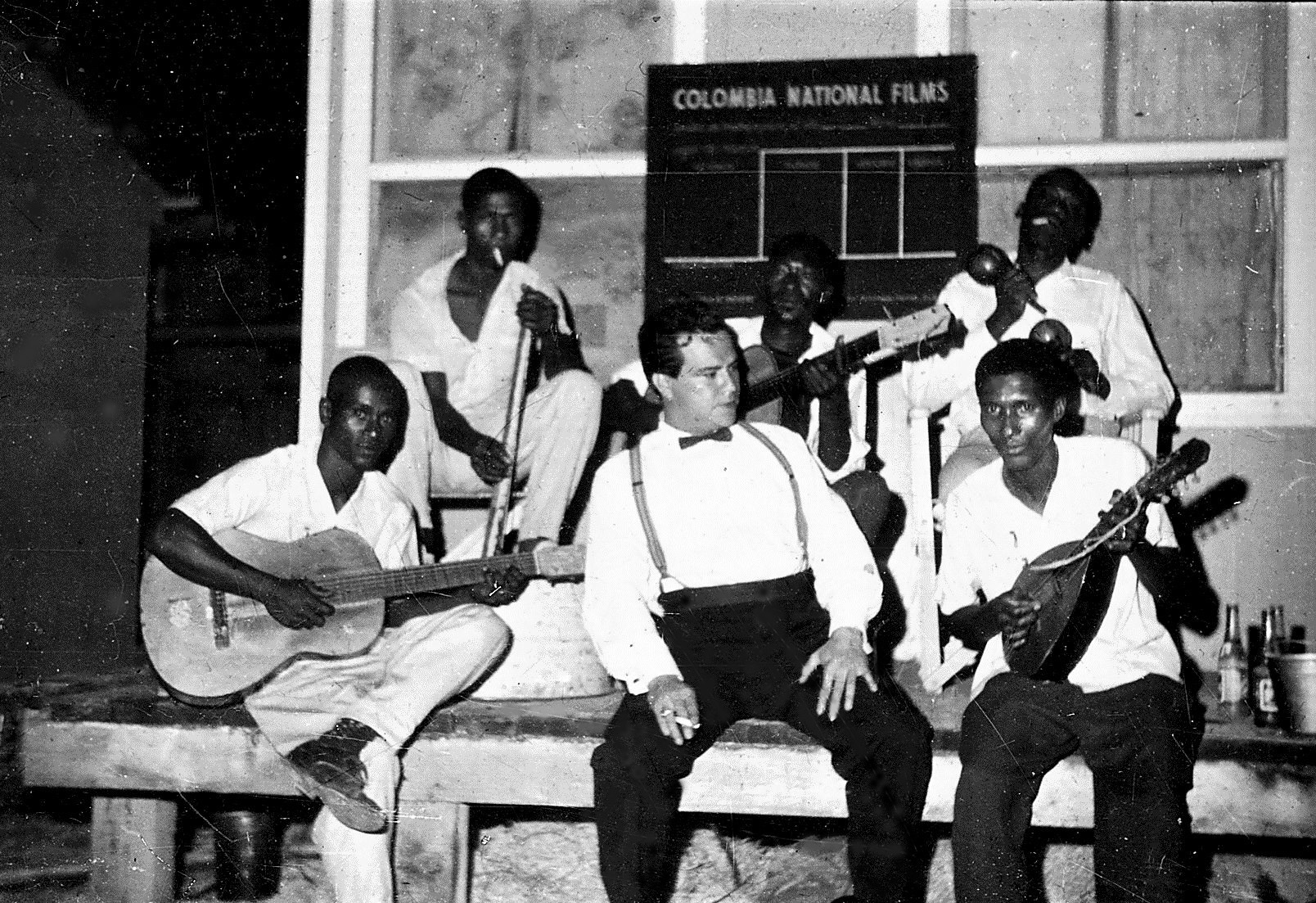
Régulo Ramírez ensayando un número con un grupo musical nativo de San Andrés, durante el rodaje de Isla de Ensueño. Al fondo se ve el tablero de instrucciones diarias de la Productora.
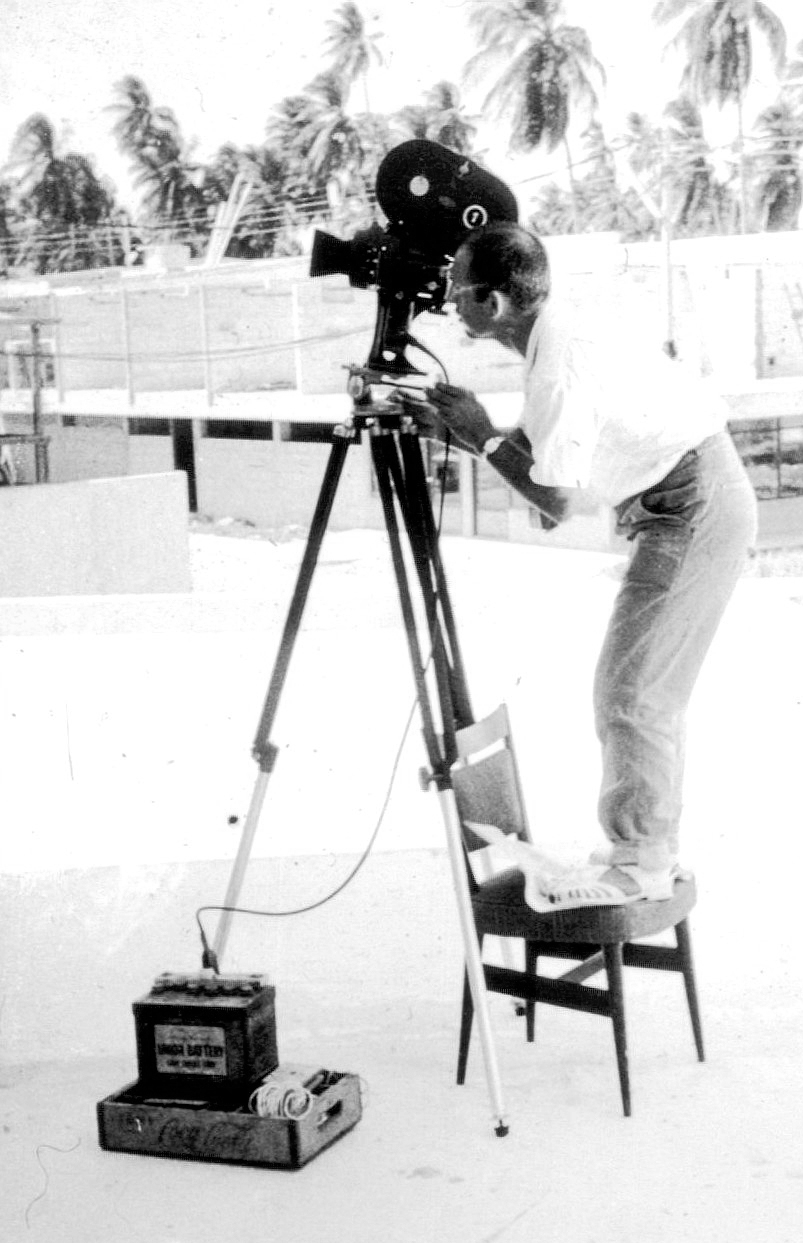
Enrique Gutiérrez y Simón haciendo una toma alta, con los medios disponibles en ese momento.
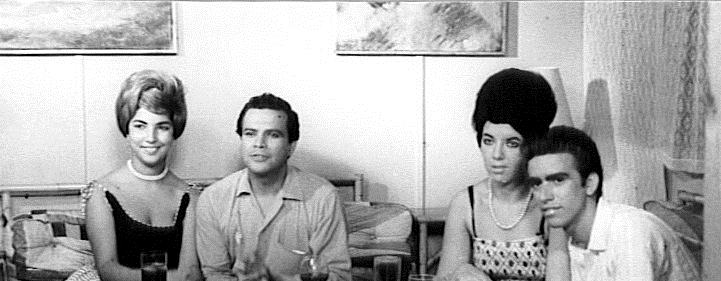
Escena en el interior, donde los protagonistas asisten a una actuación de la cantante argentina Fabiana.
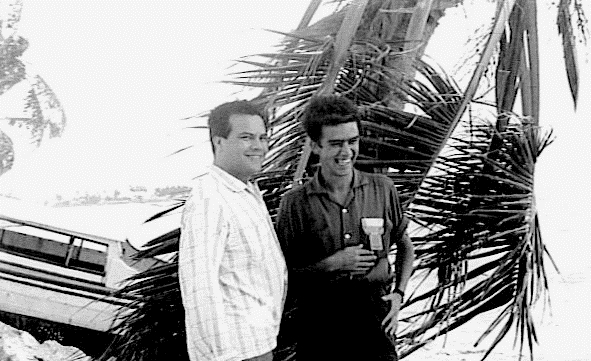
Régulo Ramíres y Hernando González, en las calles de San Andrés.
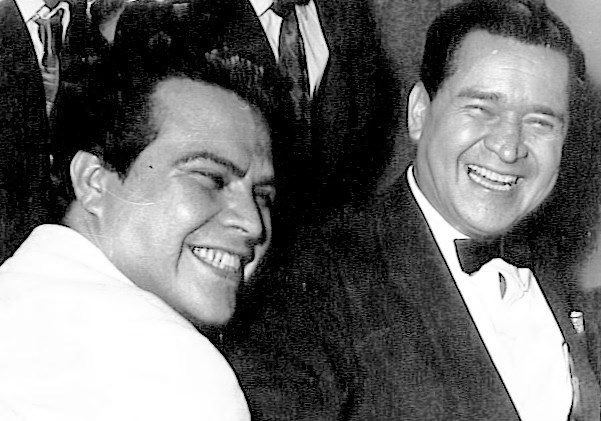
Régulo Ramírez, protagonista de Isla de Ensueño, con su compatriota Carlos Julio Ramírez, actor de Escuela de sirenas, en una reunión en Madrid en los años 50'.
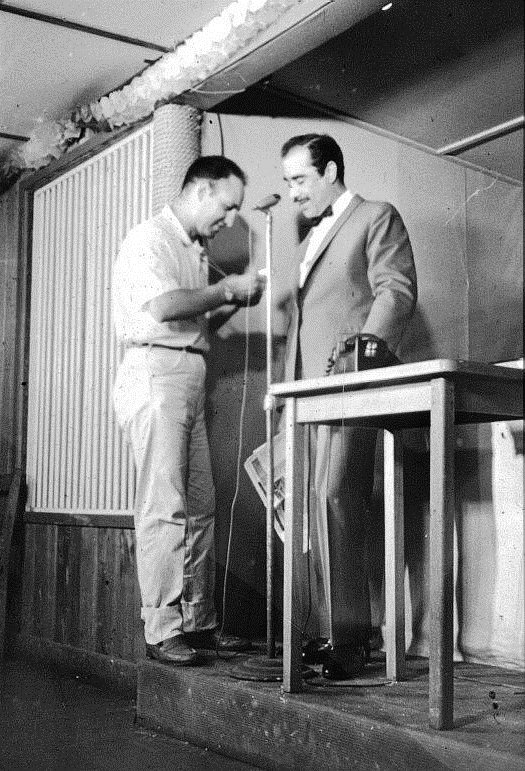
Enrique Gutiérrez y Simón midiendo la luz, en una escena de Hebert Castro en el casino de San Andrés.
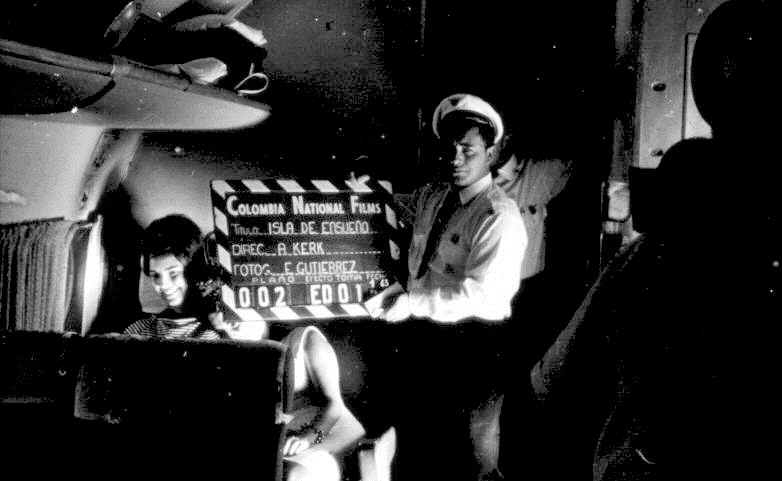
Claqueta de una de las primera escenas de la película Isla de Ensueño, dentro del avión, con las actrices Ivonne Yamile y Sandra Scott.
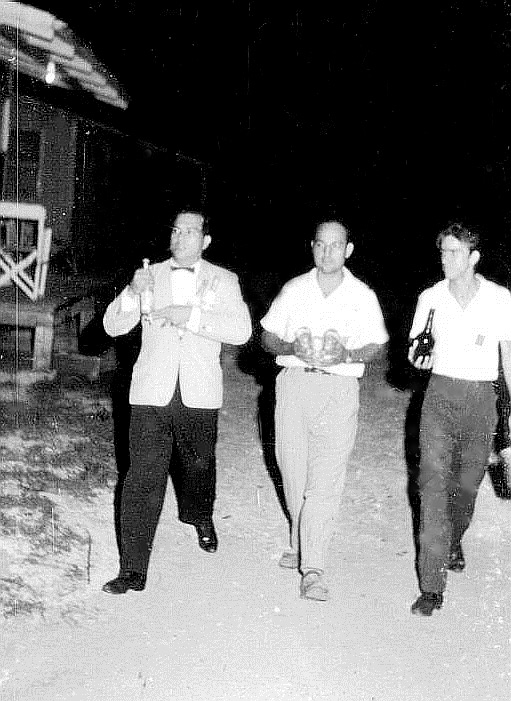
Régulo Ramírez, Enrique Gutiérrez y Simón, y Hernando González, llevando licor al grupo, en la Navidad de 1962.
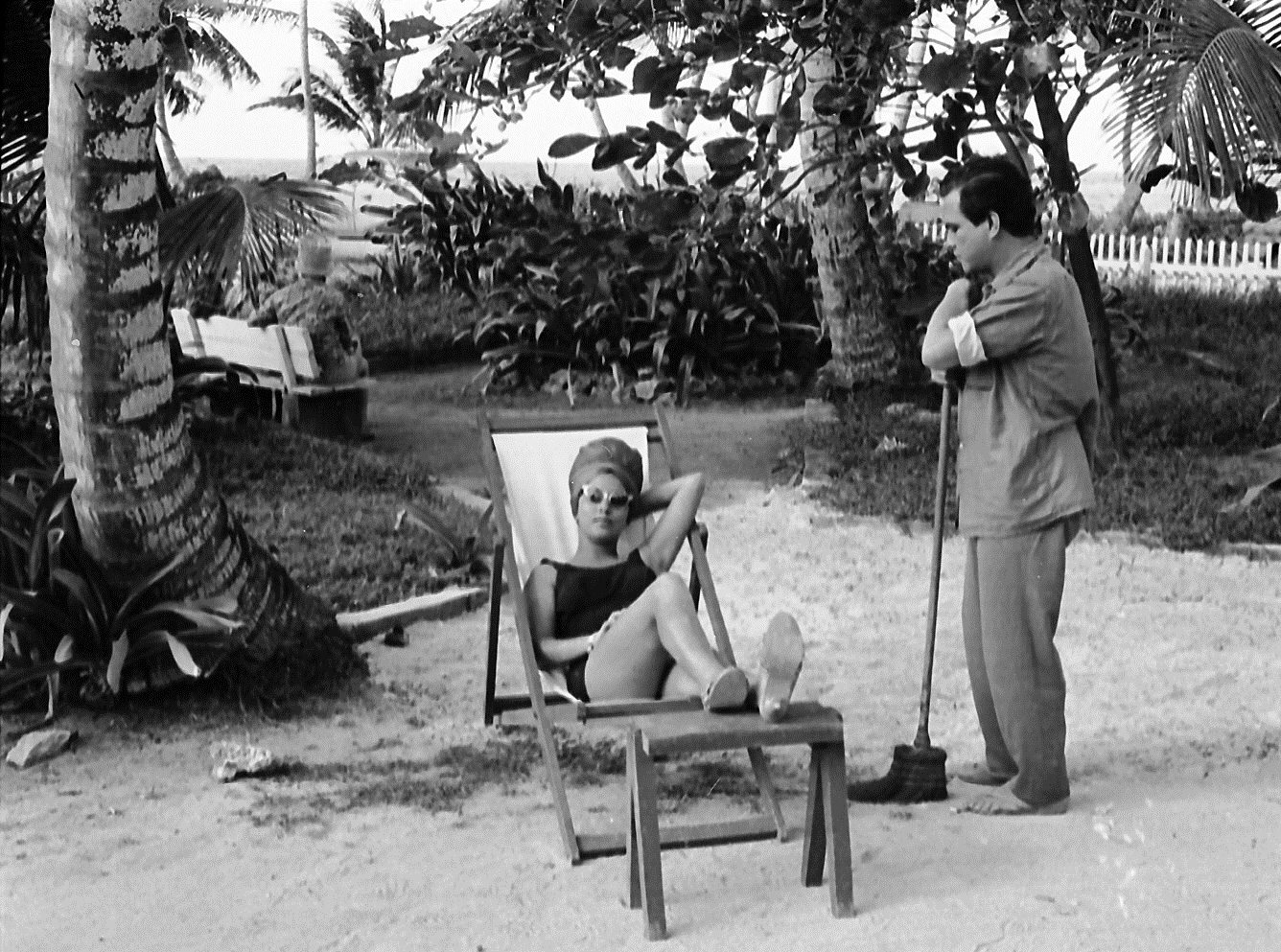
Jorge (Régulo Ramírez) se queja de las malas condiciones de trabajo en el hotel ante Carmen (Ivonne Yamile).
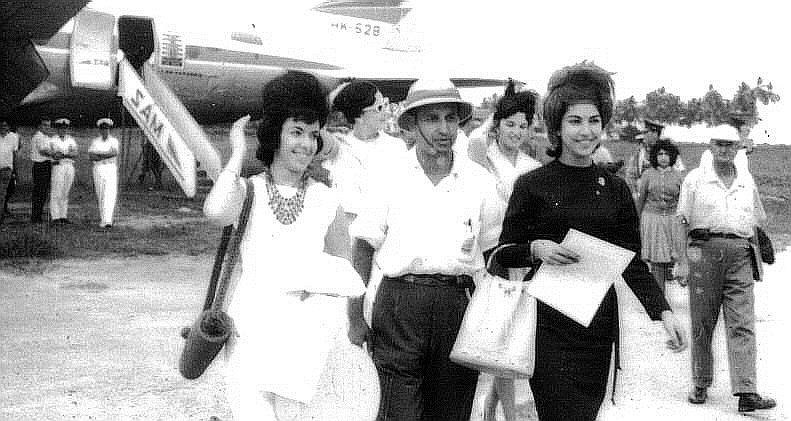
Llegada de las actrices Sandra Scott e Ivonne Yamile a San Andrés, para el rodaje de la película Isla de Ensueño. El Productor Ejecutivo Enrique Gutiérrez y Simón las recibe en el aeropuerto.
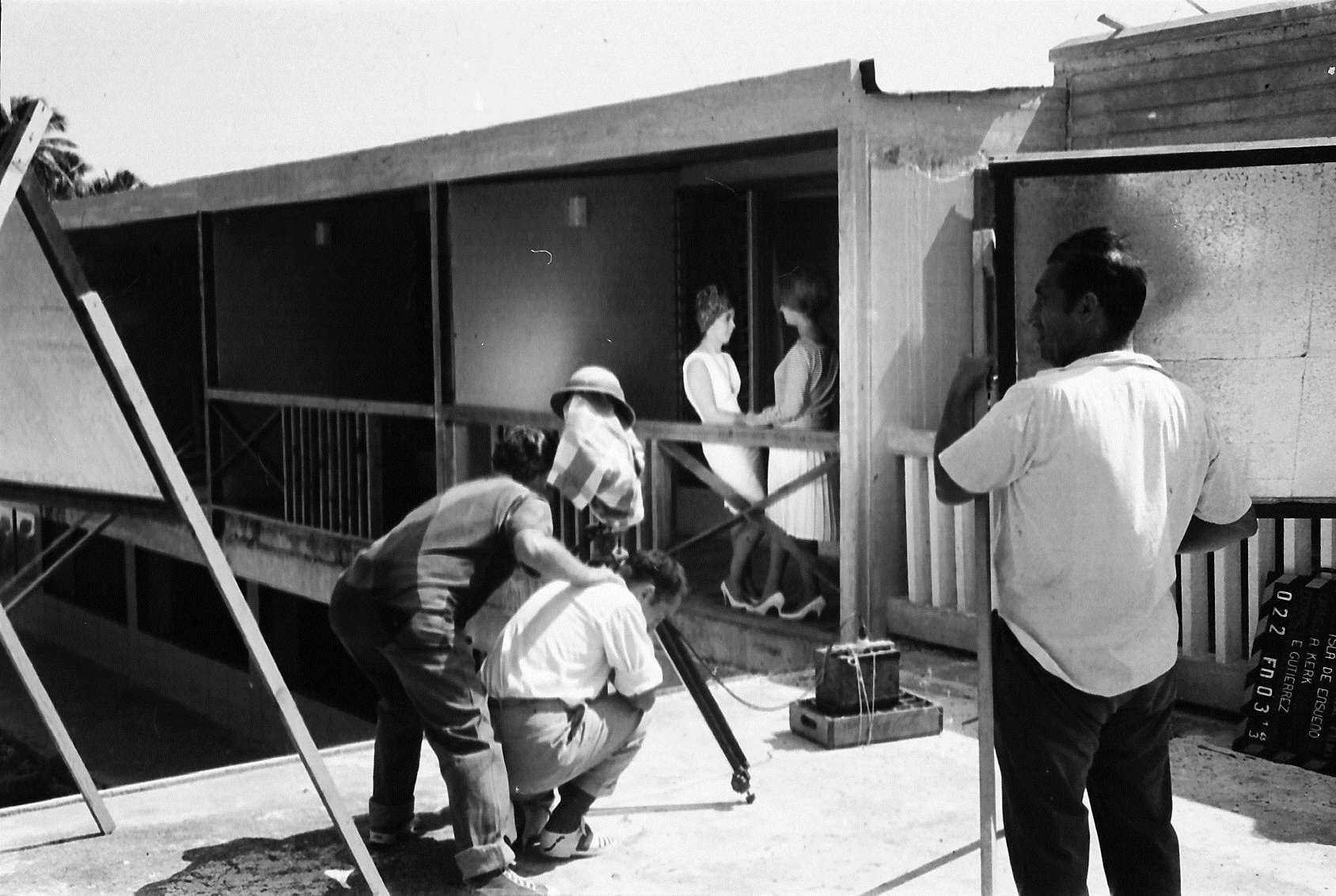
Las actrices en la escena del balcón del Hotel. Enrique Gutiérrez y Simón se agacha para que Alejandro Kerk pueda mirar por el visor, mientras Florentino Gutiérrez maneja los tableros reflectantes.
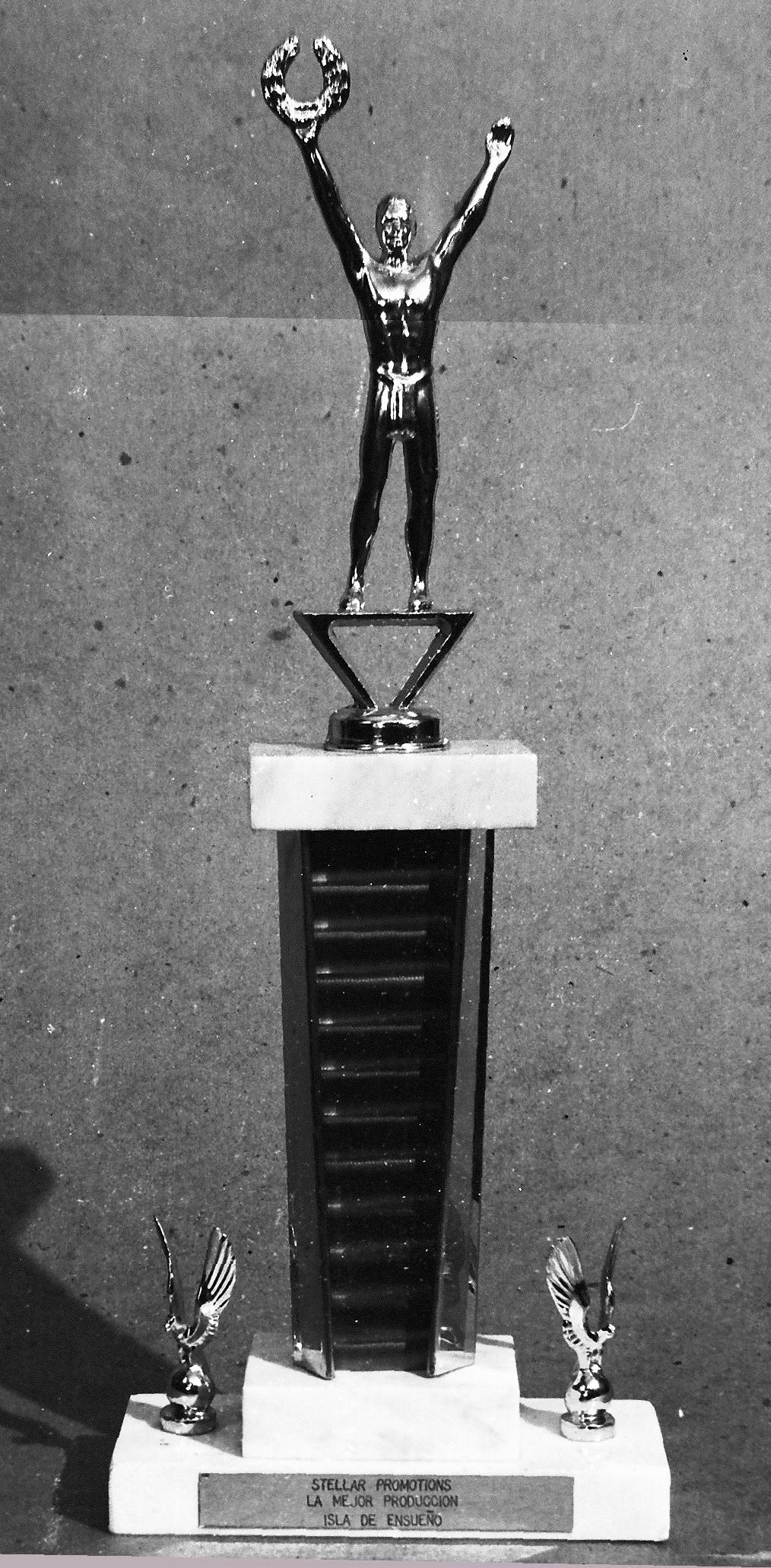
Trofeo concedido como LA MEJOR PRODUCCIÓN, a la película Isla de Ensueño, en el Festival de Cine Latinoamericano de Nueva York.
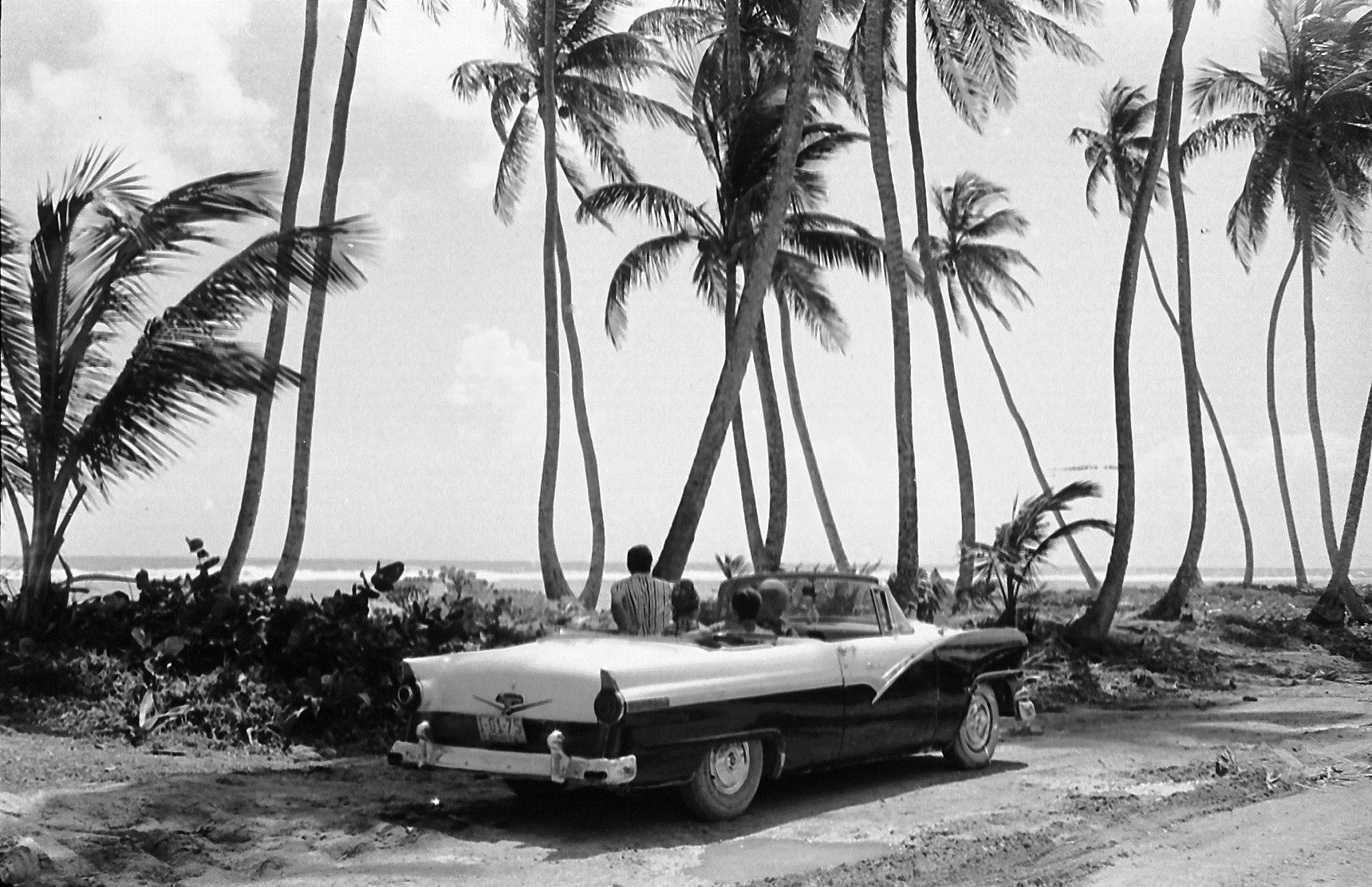
Escena de la vuelta a la Isla de San Andrés, durante el rodaje de la película Isla de Ensueño.
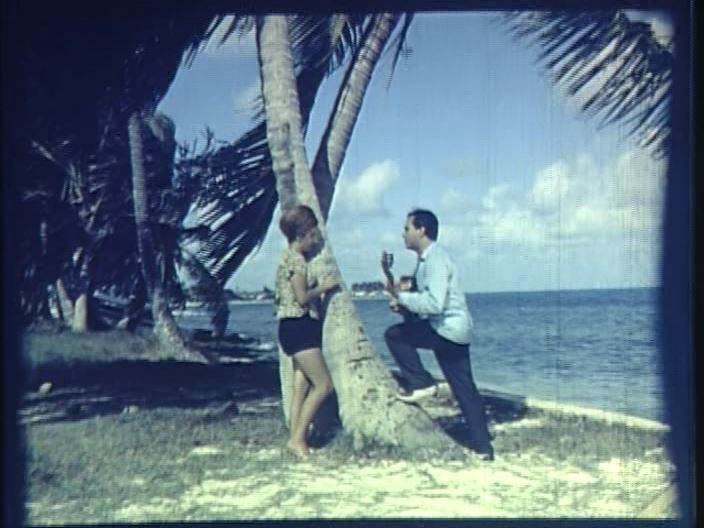
Fotograma de la escena en que Jorge intenta reconciliarse con Carmene, mediante una canción.
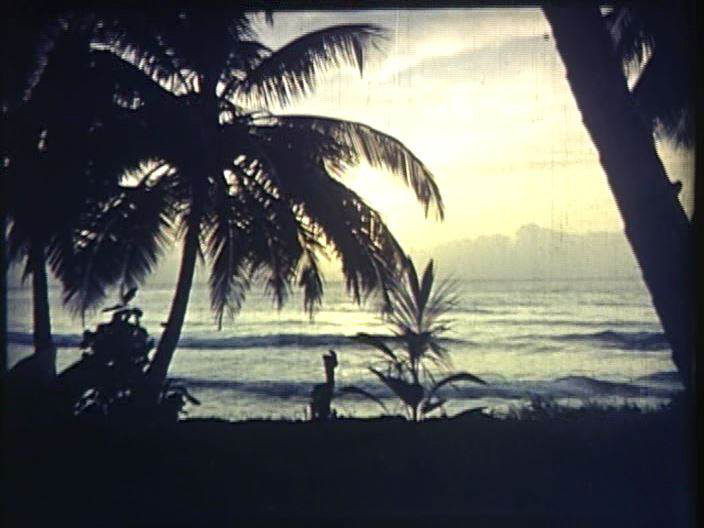
Fotograma del Atardecer en la Isla de San Andrés, en la escena de la vuelta a la Isla, de la película Isla de Ensueño.
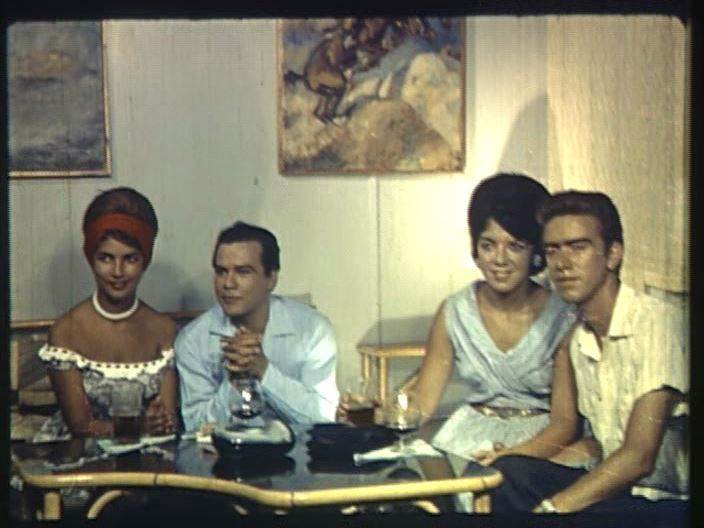
Fotograma de los protagonistas, asistiendo a una actuación de la cantante Fabiana, en la película Isla de Ensueño.
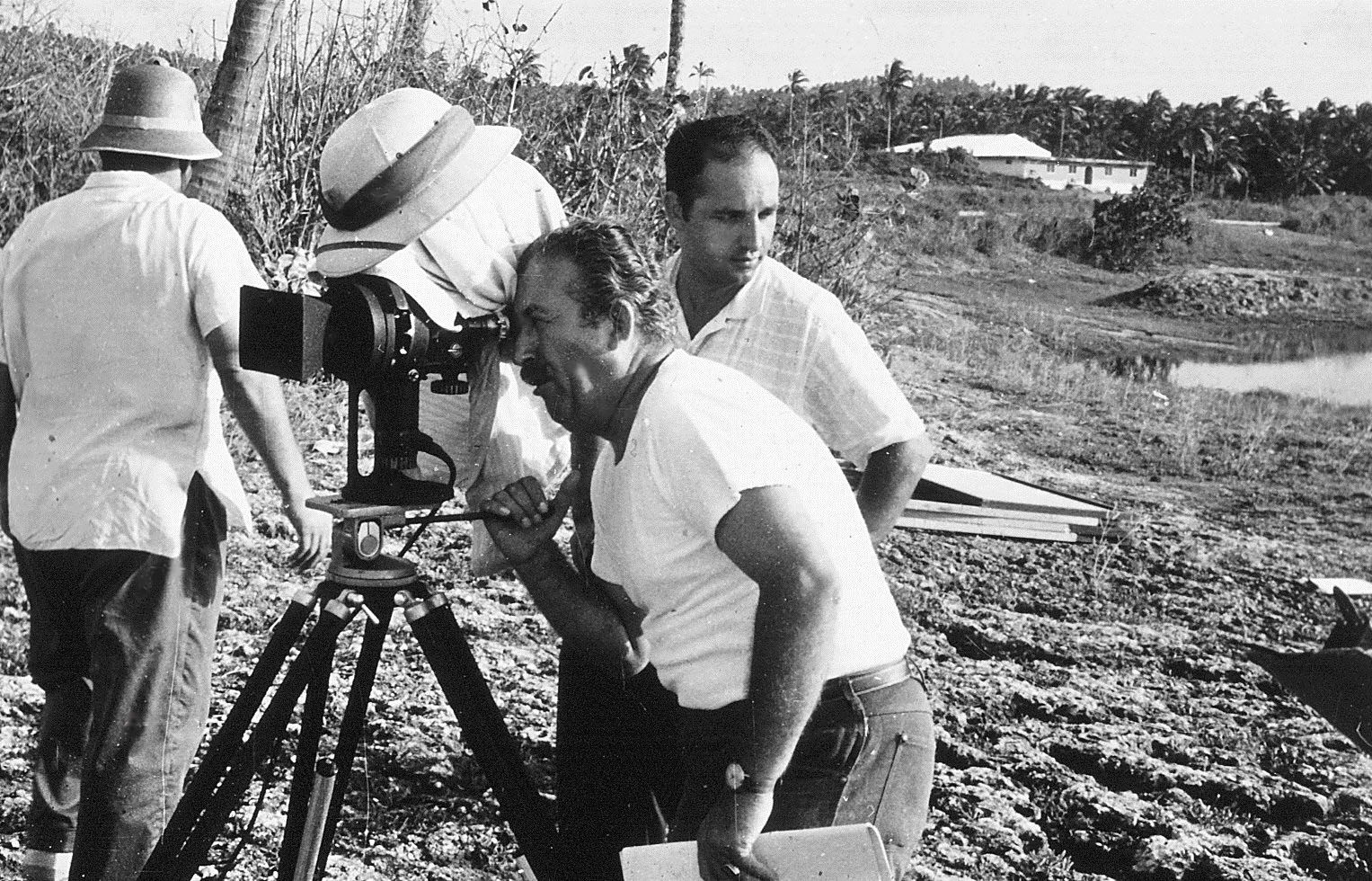
El director de Isla de Ensueño, Alejandro Kerk, revisa el encuadre en la cámara, que ha prepara Enrique Gutiérrez y Simón, Director de Fotografía.
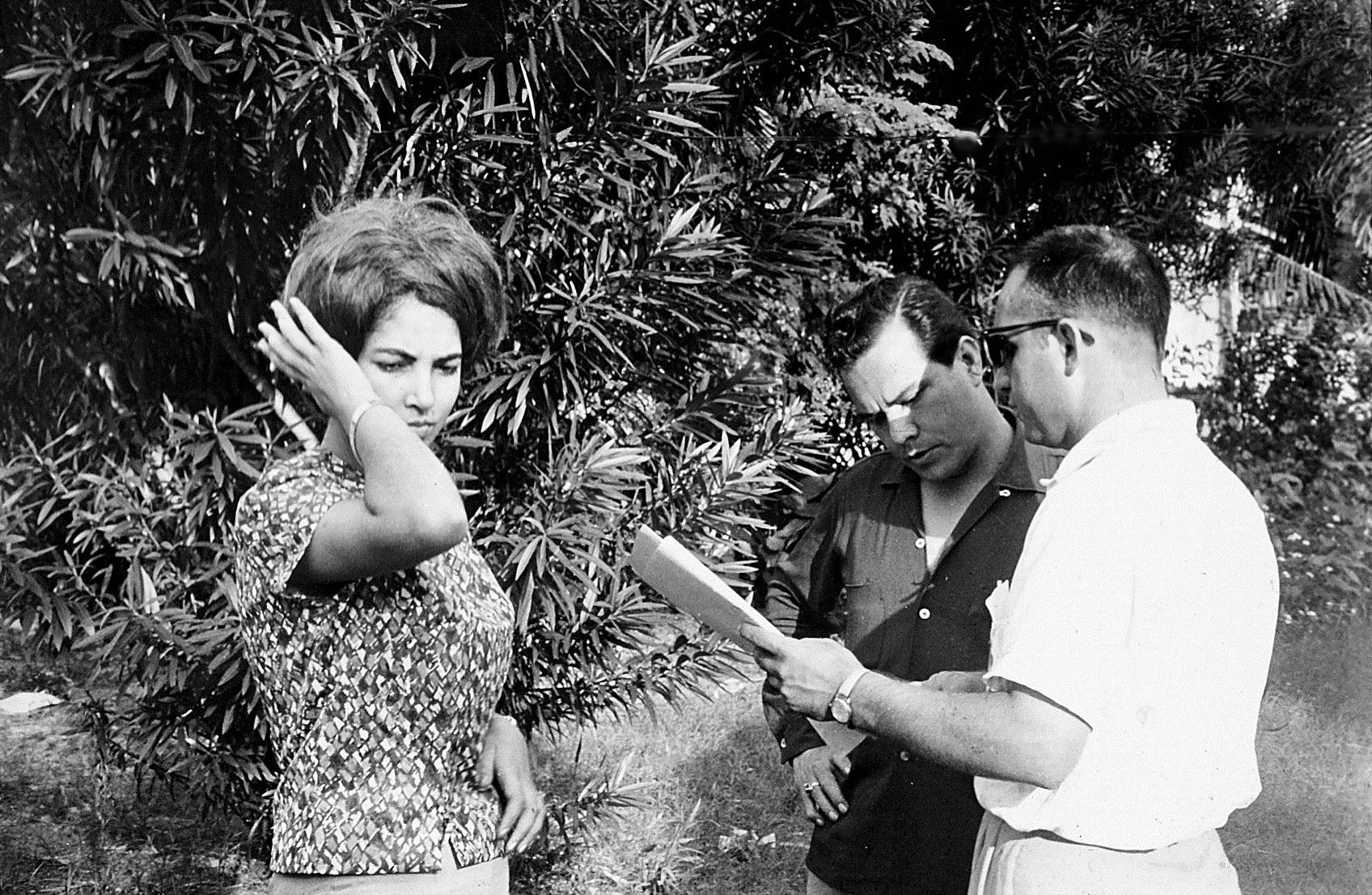
Enrique Gutiérrez y Simón, Director de Fotografía de la película Isla de Ensueño, repasa el guion con los protagonistas: Yamile Humar y Régulo Ramírez
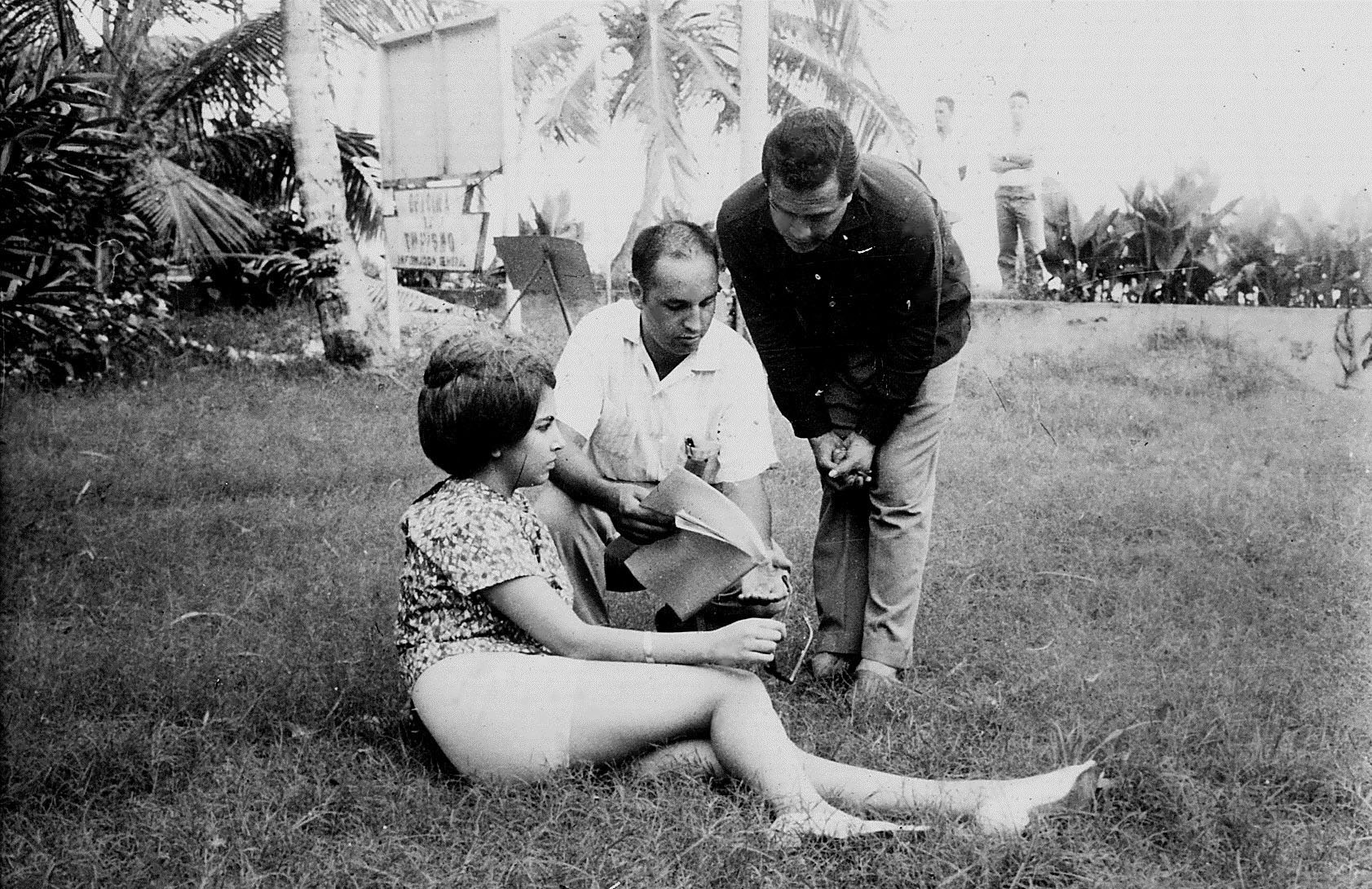
La protagonista de Isla de Ensueño, Yamile Humar, atiende las indicaciones de Enrique Gutiérrez y Simón, Director de Fotografía, al mismo tiempo que el protagonista, Régulo Ramírez
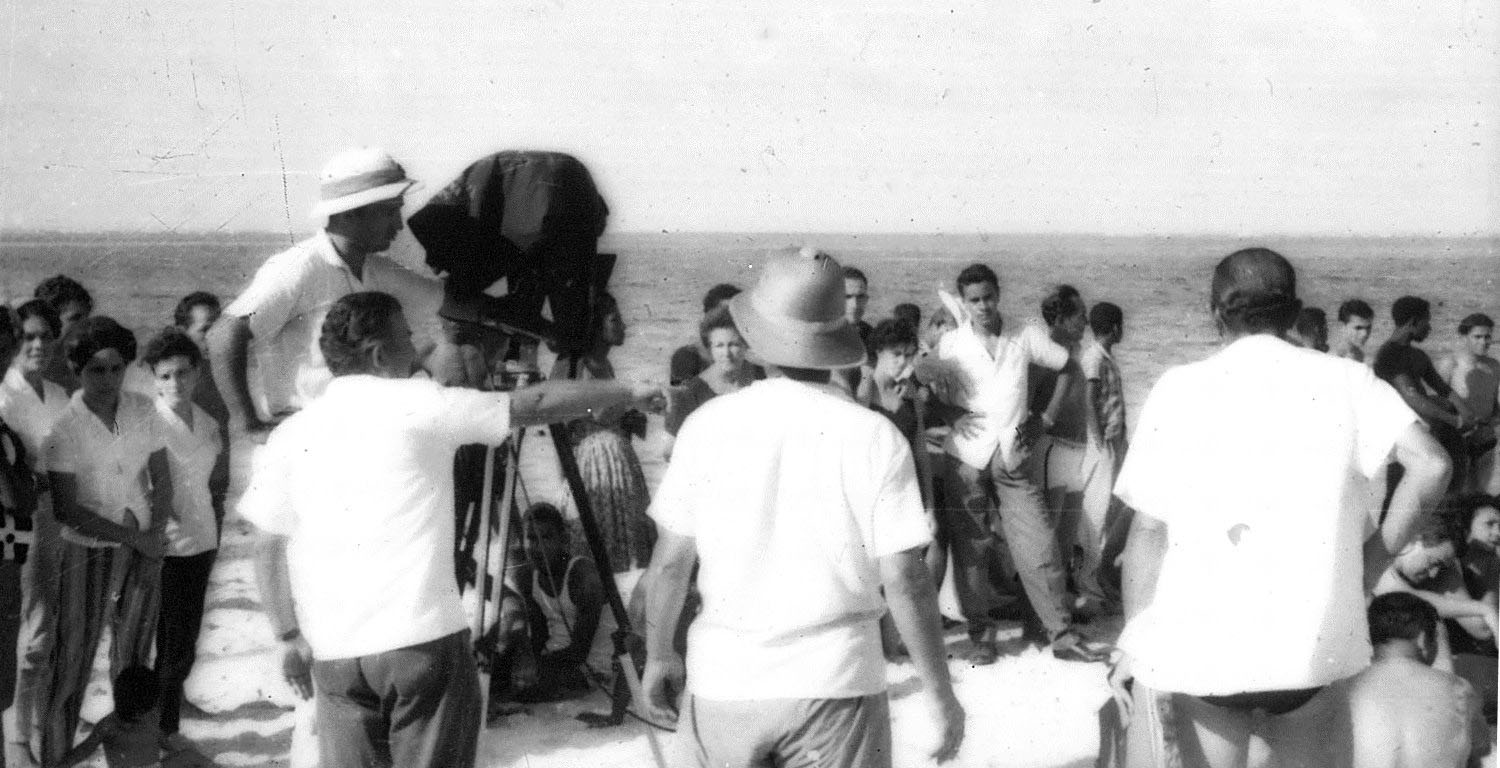
Enrique Gutiérrez y Simón, en la cámara, atiende las indicaciones de Alejandro Kerk, director de la película Isla de Ensueño, preparando una escena en la playa de San Andrés.
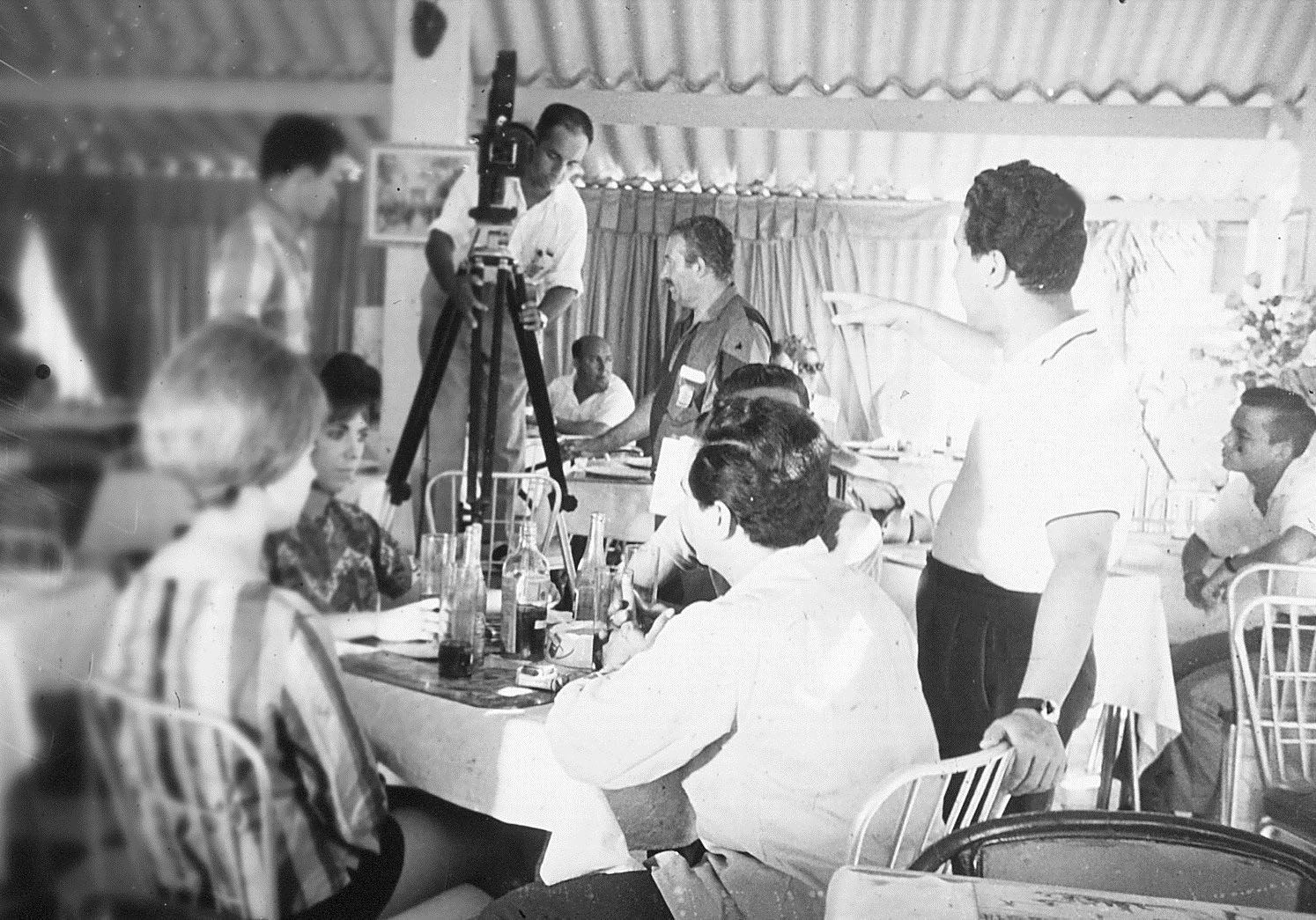
Escena de la película Isla de Ensueño, en la que el tenor Julio César Alzate, invita a cantar a dúo al protagonista de la película, el barítono Régulo Ramírez. Al lado izquierdo Gilberto Pizano Arroyave (asistente) en la cámara el Director de Fotografía, Enrique Gutiérrez y Simón y a su lado el director, Alejandro Kerk
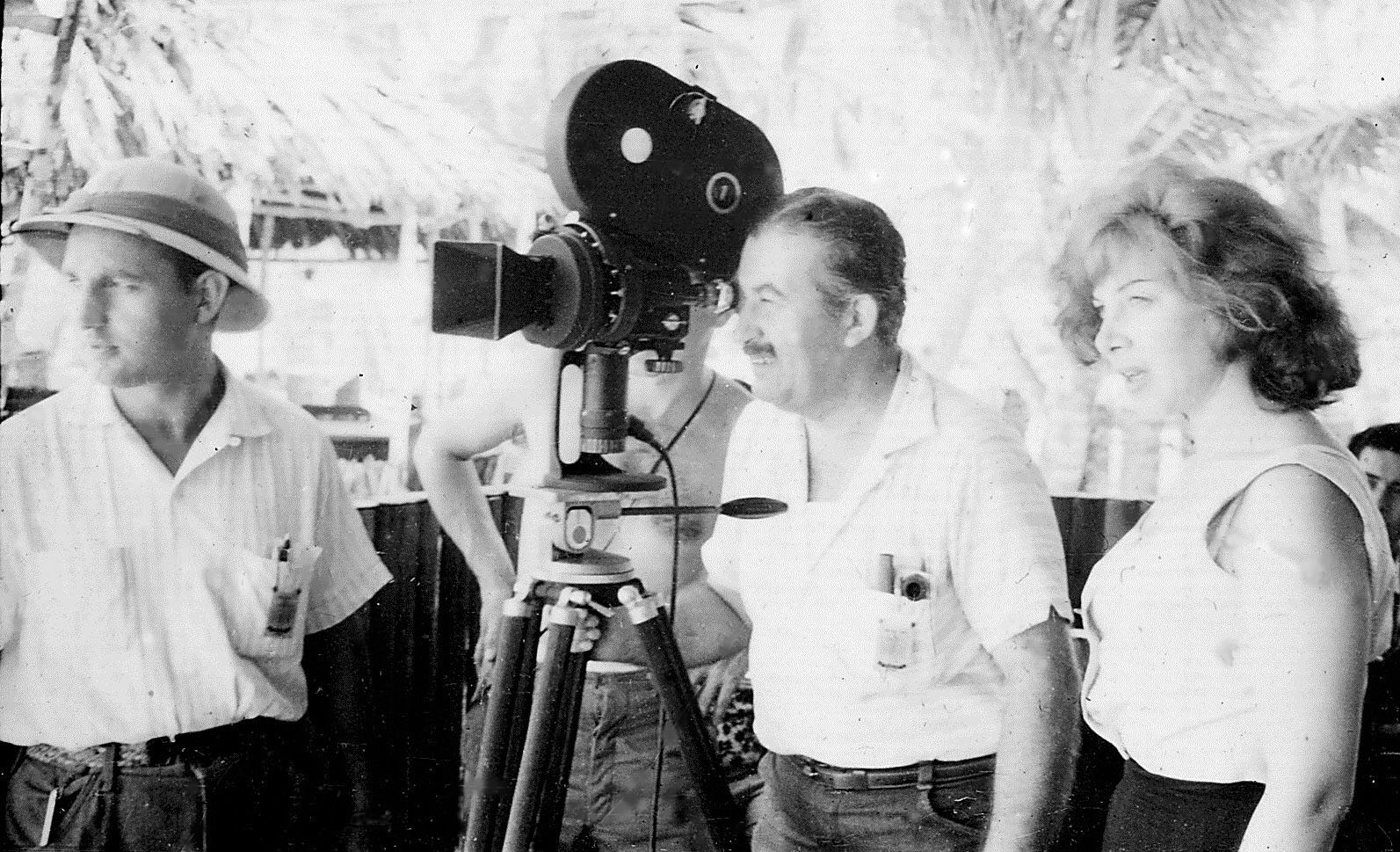
El director de Isla de Ensueño, da el visto bueno al encuadre de la cámara que ha preparado el Director de Fotografía, Enrique Gutiérrez y Simón, en presencia de la cantante Fabiana
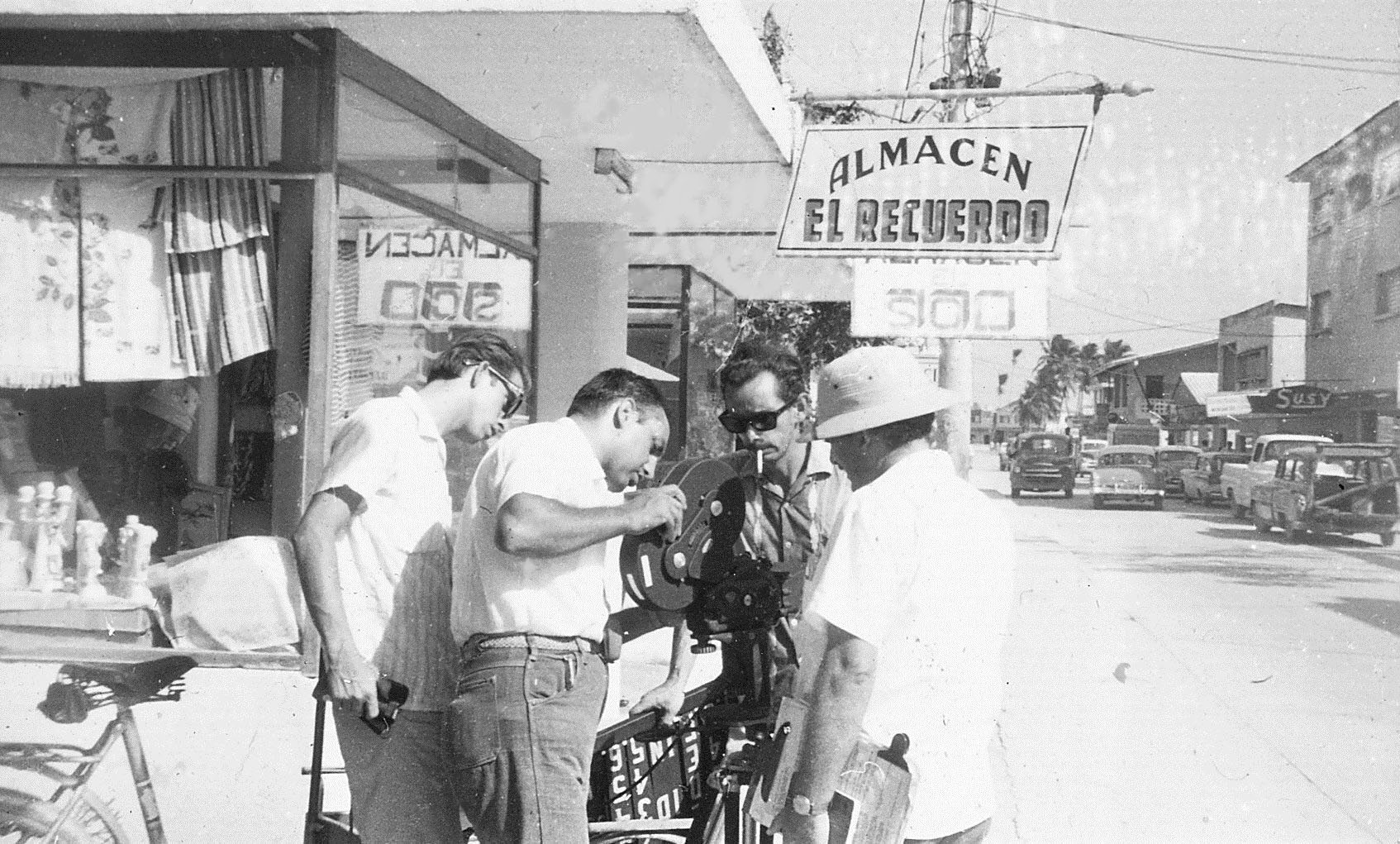
Enrique Gutiérrez y Simón, carga un chasis con película en la cámara, montada sobre una bicicleta de carga, para hacer un travelling, de la película Isla de Ensueño, en una calle de San Andrés
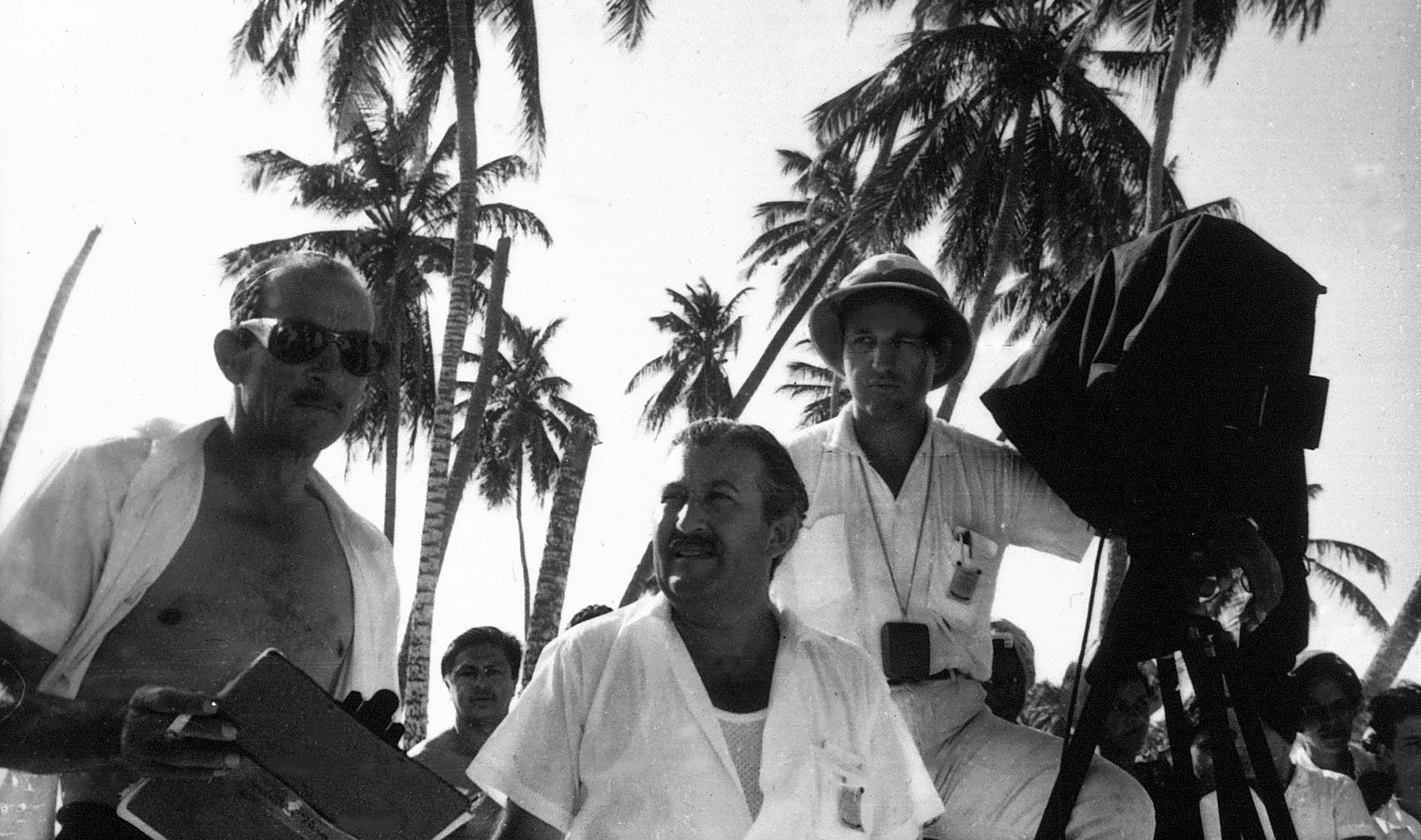
Los directores de fotografía y de la película Isla de Ensueño, Alejandro Kerk y Enrique Gutiérrez y Simón, observan mientras los actores ensayan una escena.
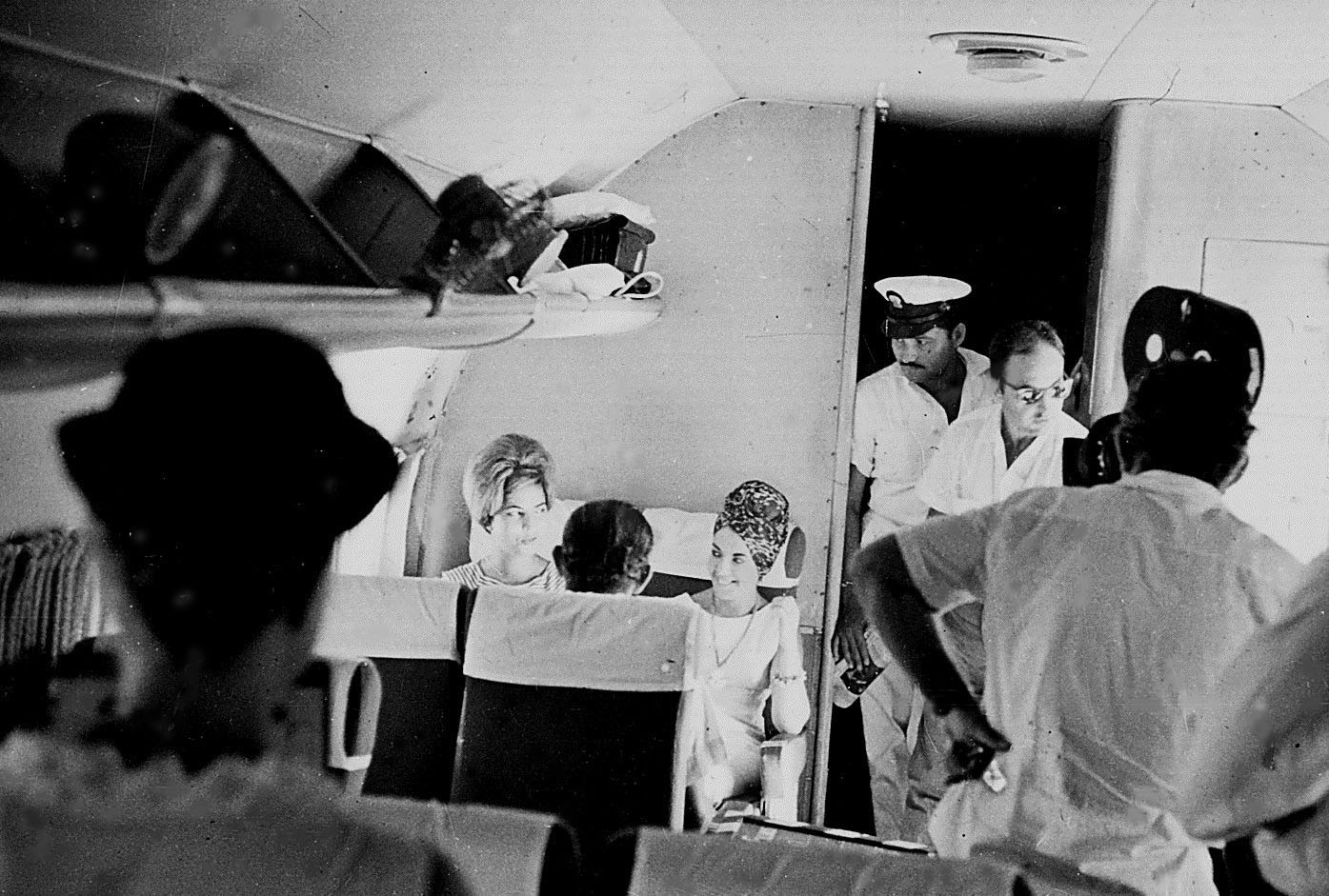
Escena en el interior del avión, con las dos protagonistas femeninas de Isla de Ensueño, mientras el Director Alejandro Kerk mira el encuadre y el Director de Fotografía, Enrique Gutiérrez y Simón, ajusta la iluminación.

- Datos: Q16580078